# Cathédrale Sainte-Marie de Burgos
Pour les articles homonymes, voir Cathédrale Sainte-Marie et Burgos (homonymie).
La cathédrale Sainte-Marie de Burgos, en Castille-et-León, Espagne, est une église catholique du XIIIe siècle de style gothique, alliant le style fleuri venu de France et d'Allemagne au style décoratif espagnol, avec des ajouts importants au XVe siècle. Les nombreuses œuvres d'art qu'elle renferme en font un musée de la sculpture gothique européenne.
Elle a été inscrite au patrimoine mondial lors de la 8e session en 1984.

## Histoire
Après la pose de la première pierre par Ferdinand III et l'évêque Maurice (es) (Mauricio) le 20 juillet 1221,, la construction de la cathédrale s'effectue en deux grandes étapes correspondant à deux styles de gothique : 
Au XIIIe siècle les nefs et les portails sont édifiés par des architectes locaux d'après les plans rapportés par l'évêque Don Mauricio d'un voyage à travers la France, alors en pleine « fièvre » gothique. La construction a commencé par le chevet et le chœur. Le statut capitulaire édicté par l'évêque Mauricio en 1230 montre que le chapitre de la cathédrale prend alors possession du nouveau chœur. Les chapelles rayonnantes construites sur le déambulatoire sont plus petites que les chapelles actuelles qui sont reconstruites en 1270-1280. Les études ont montré que ce début de construction de la cathédrale de Burgos a été inspiré par le plan de la cathédrale de Bourges. Les plans de la cathédrale sont modifiés vers 1235 quand commence la construction du transept. Vers 1250, les deux bras du transept, les murs des collatéraux et la partie centrale de la nef centrale sont achevés. Au moment de la consécration de la cathédrale, en 1260, les travées ouest de la nef centrale et les deux premiers niveaux de la façade occidentale sont édifiés. La cathédrale devait être entièrement couverte à cette date. La construction de l'édifice est pratiquement terminée pendant le règne d'Alphonse X de Castille. Elle fait l'objet d'un programme de modification pour la mettre dans le style gothique rayonnant avec les sculptures des galeries des façades du transept, vers 1260, le troisième niveau de la façade occidentale, vers 1265 et les nouvelles chapelles rayonnantes, vers 1270-1280. On ne connaît pas de nom de maîtres d'œuvre de la cathédrale avant 1260. Le premier maître d'œuvre connu est Enricu, mort le 10 juillet 1277, en même temps que sa fille Helisabet. Il était aussi le maître d'œuvre de la cathédrale de Léon. Il exerçait à Burgos depuis 1261.

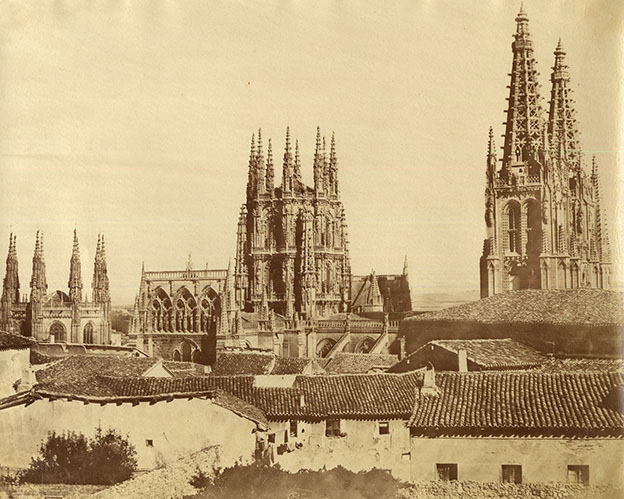
Photographie de Luis Léon Masson, v. 1870.

Au XVe siècle, une nouvelle tranche de travaux élève les flèches de la façade, la chapelle du Connétable et la décoration des chapelles des bas-côtés. C'est alors le style nordique qui s'implante car Alonso de Carthagène, un autre grand prélat de Burgos, a ramené avec lui à son retour du Concile de Bâle plusieurs architectes et sculpteurs venus de Flandre, de Rhénanie et de Bourgogne. Ces artistes trouvèrent dans l'art local, imprégné d'arabesques mudéjares, une source de renouvellement du gothique flamboyant qui s'affadissait alors dans le reste de l'Europe. Felipe Bigarny, le Flamand Gil de Siloé et Jean de Cologne le Rhénan se distinguent tout particulièrement. S'assimilant rapidement, ils créeront de véritables lignées de sculpteurs burgalais : Gil avec son fils Diego, Jean avec son fils Simon et son petit-fils François.
Le cloître avait été construit entre-temps au XIVe siècle; quant à la magnifique tour-lanterne de la croisée effondrée après les travaux audacieux de Simon de Cologne, elle dut être réédifiée par Juan de Vallejo au milieu du XVIe siècle.

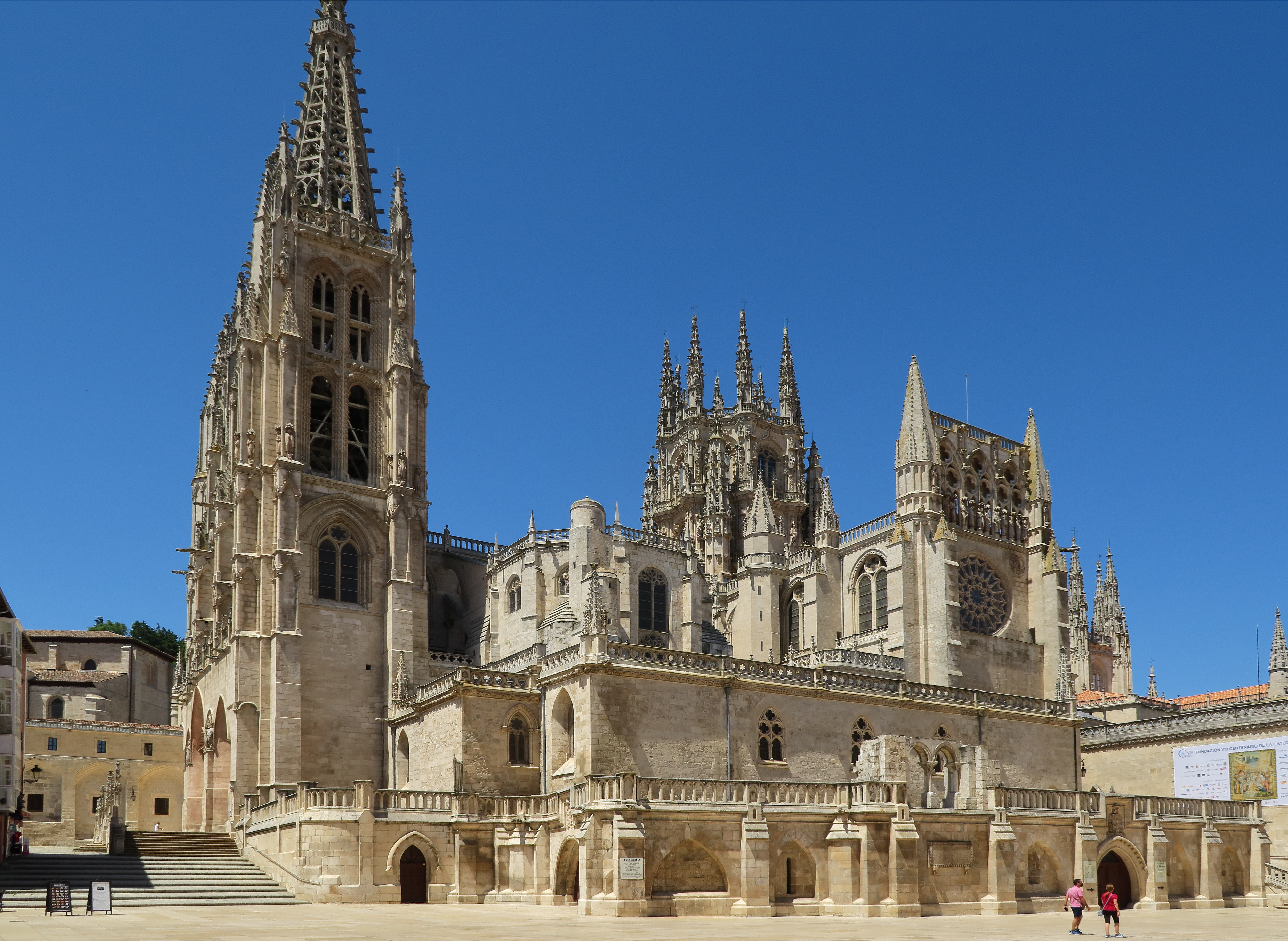
Façade sud.
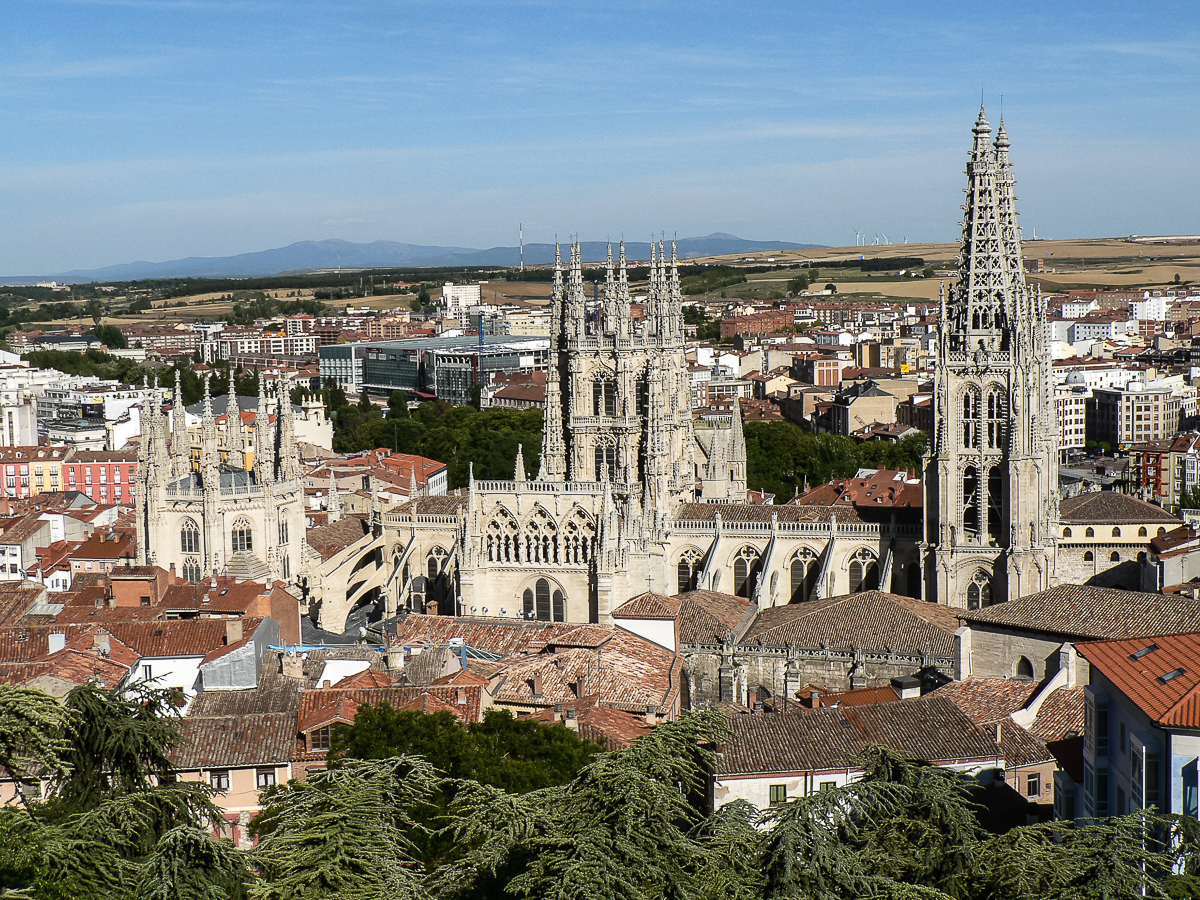
Vue générale de la cathédrale.
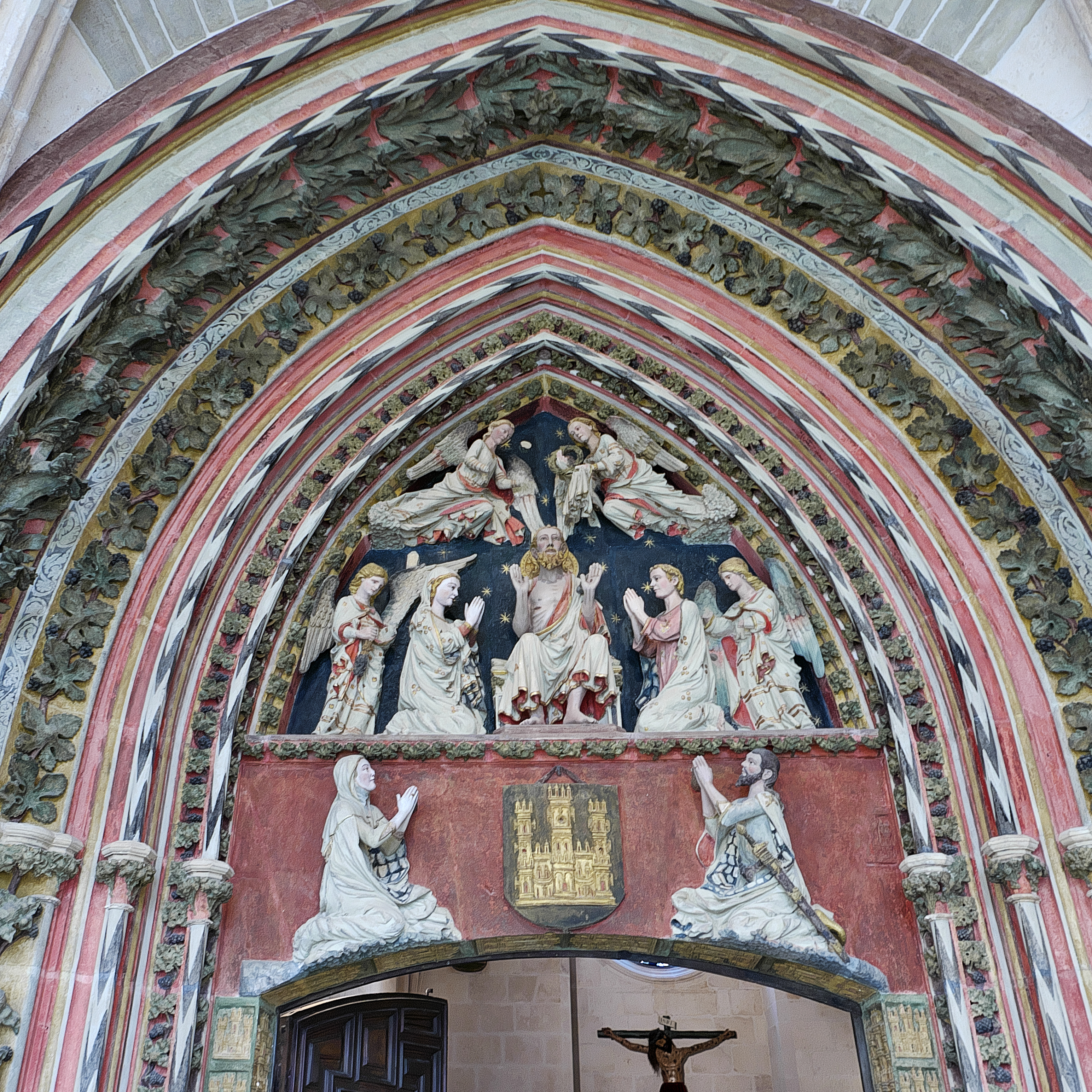
Tympan de la porte de la chapelle du Corpus Christi.

## Plan de la cathédrale

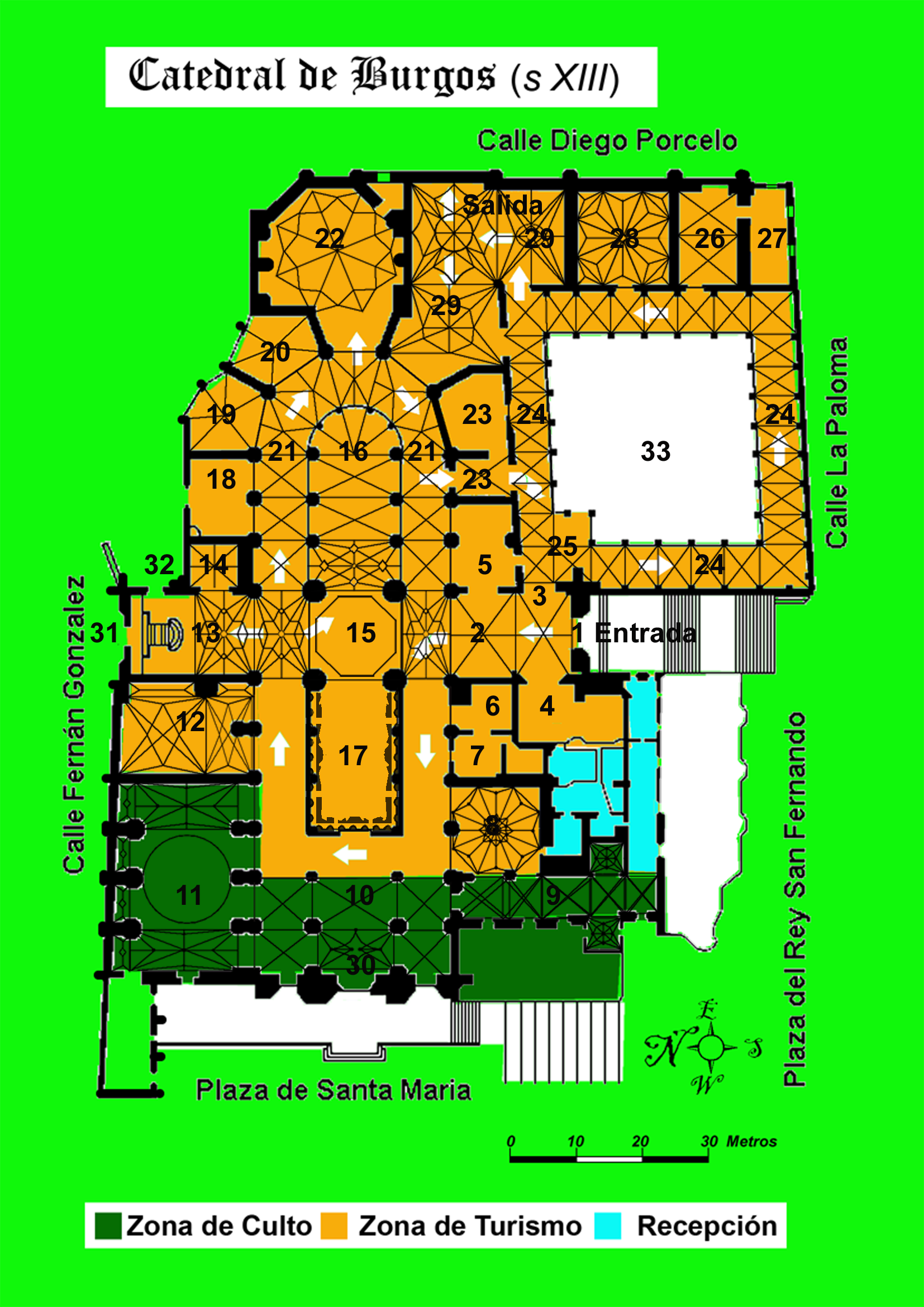
1. Portique de Sarmental ; 2. Transept, bras Sud ; 3. Porte du cloître supérieur ; 4. Chapelle de la Visitation ; 5. Chapelle Saint-Henri ; 6. Chapelle de San Juan de Sahagún ; 7. Chapelle des Reliques ; 8. Chapelle de la Présentation ; 9. Chapelle du Saint Christ de Burgos ; 10 Nef centrale et Papamoscas ; 11. Chapelle de Santa Tecla ; 12. Chapelle Sainte-Anne ou de la Conception ; 13. Transept, bras nord et escalier doré ; 14. Chapelle Saint-Nicolas ; 15. Transept, Dôme, Tombeau du Cid et de Doña Jimena ; 16. Chapelle et retable principal
- 17. Nave Central, Coro ; 18. Chapelle de la Nativité ; 19. Chapelle de l'Annonciation ; 20. Chapelle de San Gregorio ; 21. Déambulatoire ; 22. Chapelle du connétable ; 23. Sacristie ; 24. Cloître supérieur ; 25. Chapelle cloître de San Jerónimo ; 26. Chapelle du Corpus Christi ; 27. Salle capitulaire ; 28. Chapelle Sainte Catherine ; 29. Chapelle Saint Jean Baptiste et Saint Jacques ; 30. Narthex, Porte Sainte-Marie ; 31. Porte de la Coronería ; 32. Porte de la Pellejería ; 33. Cloître inférieur.

## Architecture extérieure

### Portail ouest: façade de Santa Maria

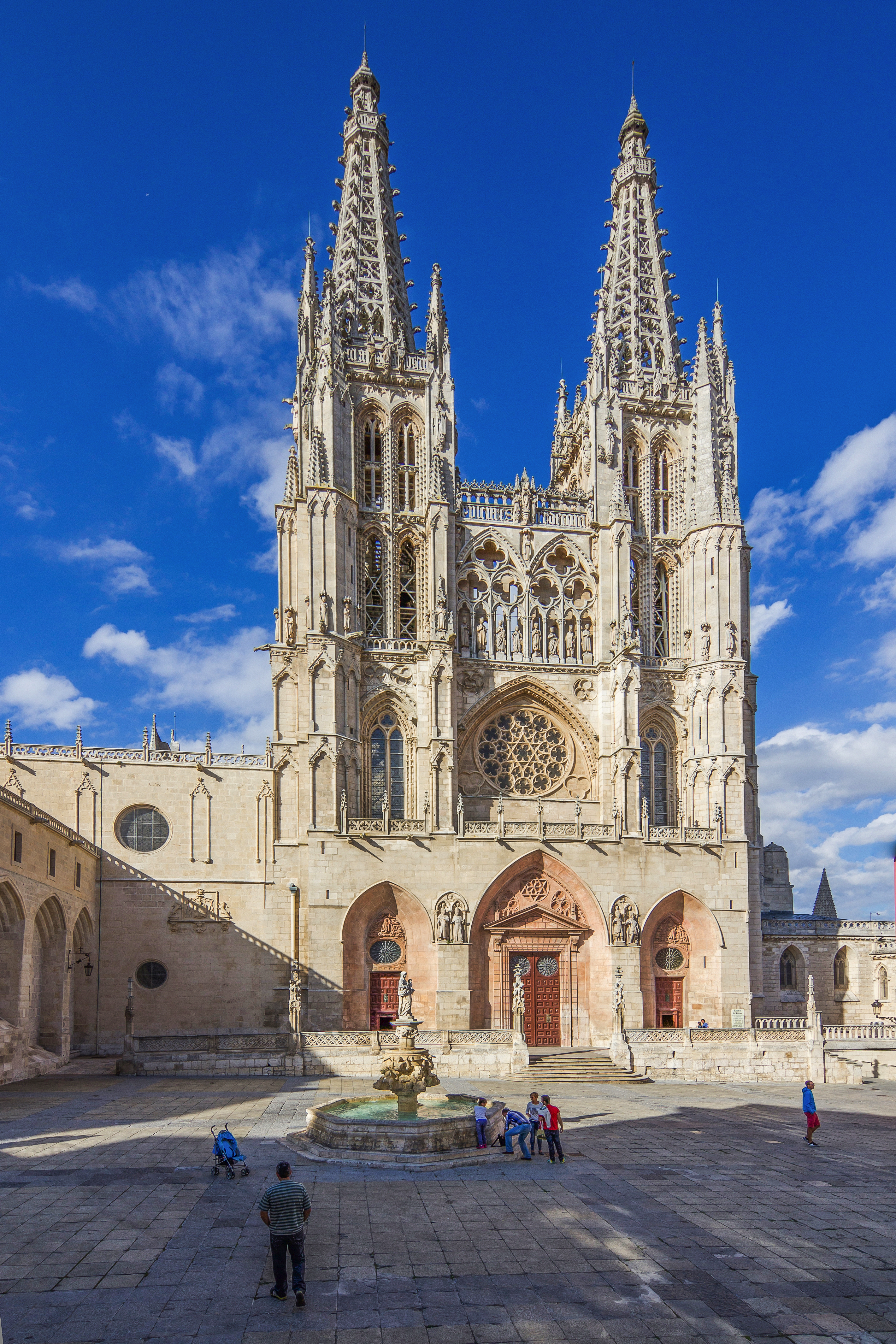
Façade de Santa Maria.

Des marches mènent à la plaza de Santa María, où se dresse la façade occidentale de l'église, inspirée de celles des cathédrales de Paris et de Reims.
Dans la partie inférieure s'ouvre la porte de Santa María, formée de trois arcs brisés et évasés qui abritent la porte Royale, ou Puerta del Perdón, centrale, et les portes de l'Assomption et de l'Immaculée Conception, portes latérales. Cette couverture, œuvre du XIIIe siècle, avec son iconographie dédiée à la Vierge, était considérée comme la manifestation sculpturale la plus importante du style gothique en Castille, mais sa grave détérioration a contraint à une reconstruction austère des portes latérales, en 1663, par Juan de Pobes. La porte centrale, de style néoclassique, avec une ouverture à linteau et un fronton triangulaire, a été refaite en 1790. Les reliefs de la Conception et du Couronnement, créés par Juan de Pobes, ont été placés sur les tympans des côtés, et dans les écoinçons, deux doubles arcs latéraux abritent deux statuettes.

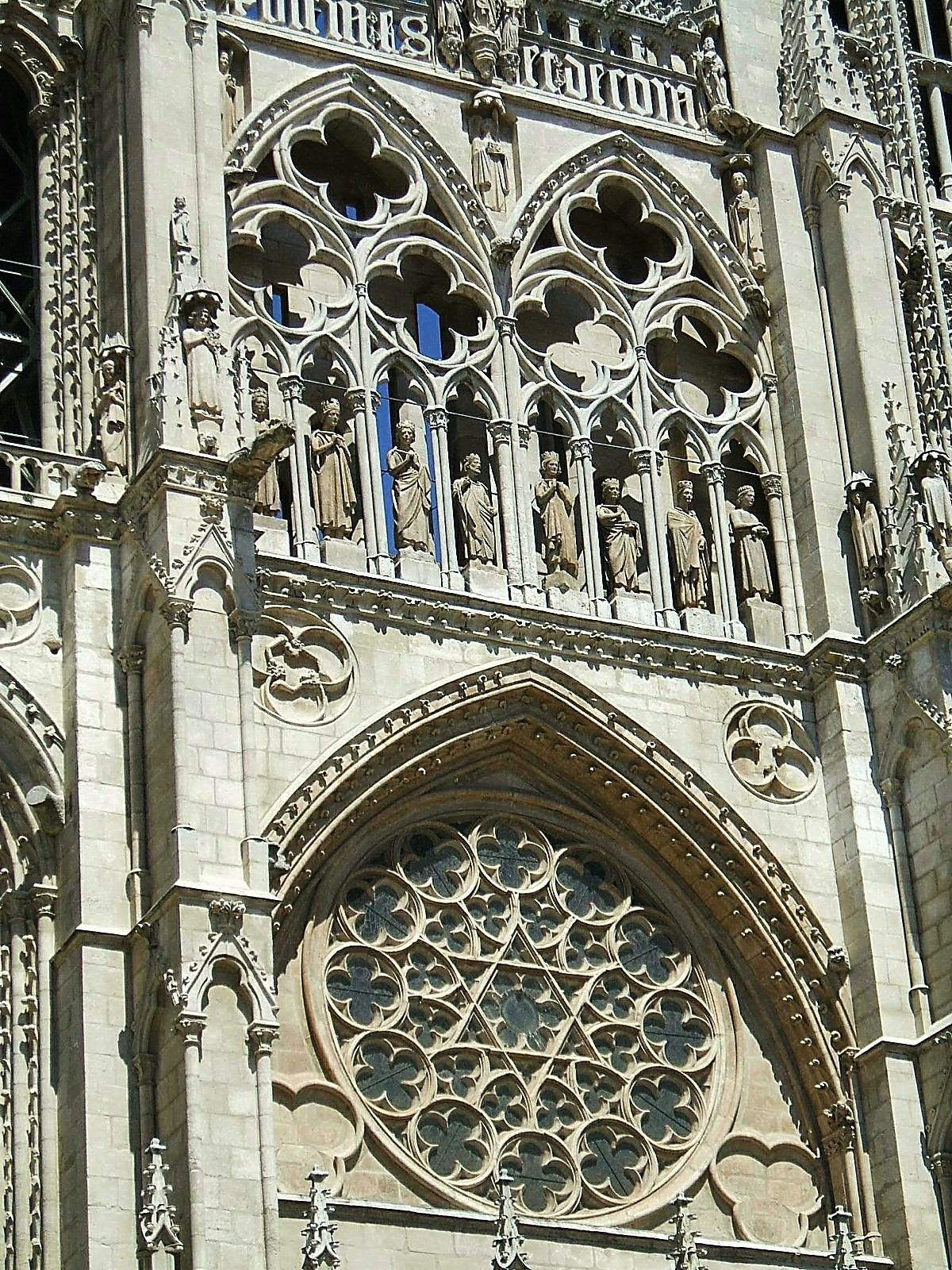
Façade de Santa Maria, rosace et galerie.

La partie haute de la partie centrale de la façade, qui date du XIIIe siècle, présente une rosace de style cistercien avec des remplages d'une étoile à six branches ou sceau de Salomon. Au troisième niveau, une élégante galerie, marquée par deux flèches et plusieurs pinacles, forme deux grandes fenêtres à meneaux et à remplage de trois oculi quadrilobés. Sous les huit petits arcs formés par les meneaux des deux arcs sont placées les statues des huit premiers rois de Castille, de Ferdinand Ier à Ferdinand III. L'ensemble est couronné par une belle grille-crête d'arcs brisés sur laquelle se dresse une statue de la Vierge à l'Enfant, accompagnée de la devise faisant allusion à la Mère du Christ : Pulchra es et decora. Cette partie a été réalisée au milieu du XVe siècle par Juan de Colonia.
Au-dessus des portes latérales du premier corps s'élèvent deux tours presque jumelles du XIIIe siècle, à trois niveaux, avec des pilastres décorés de pinacles et de statues à leurs angles et des ouvertures pointues décorées de chaque côté : l'une ébrasée d'un meneau et d'un oculus, recouverte de vitraux, au premier niveau ; deux fenêtres géminées sans meneau et sans remplage, au second ; deux autres jumelées à meneaux et remplages, au troisième.

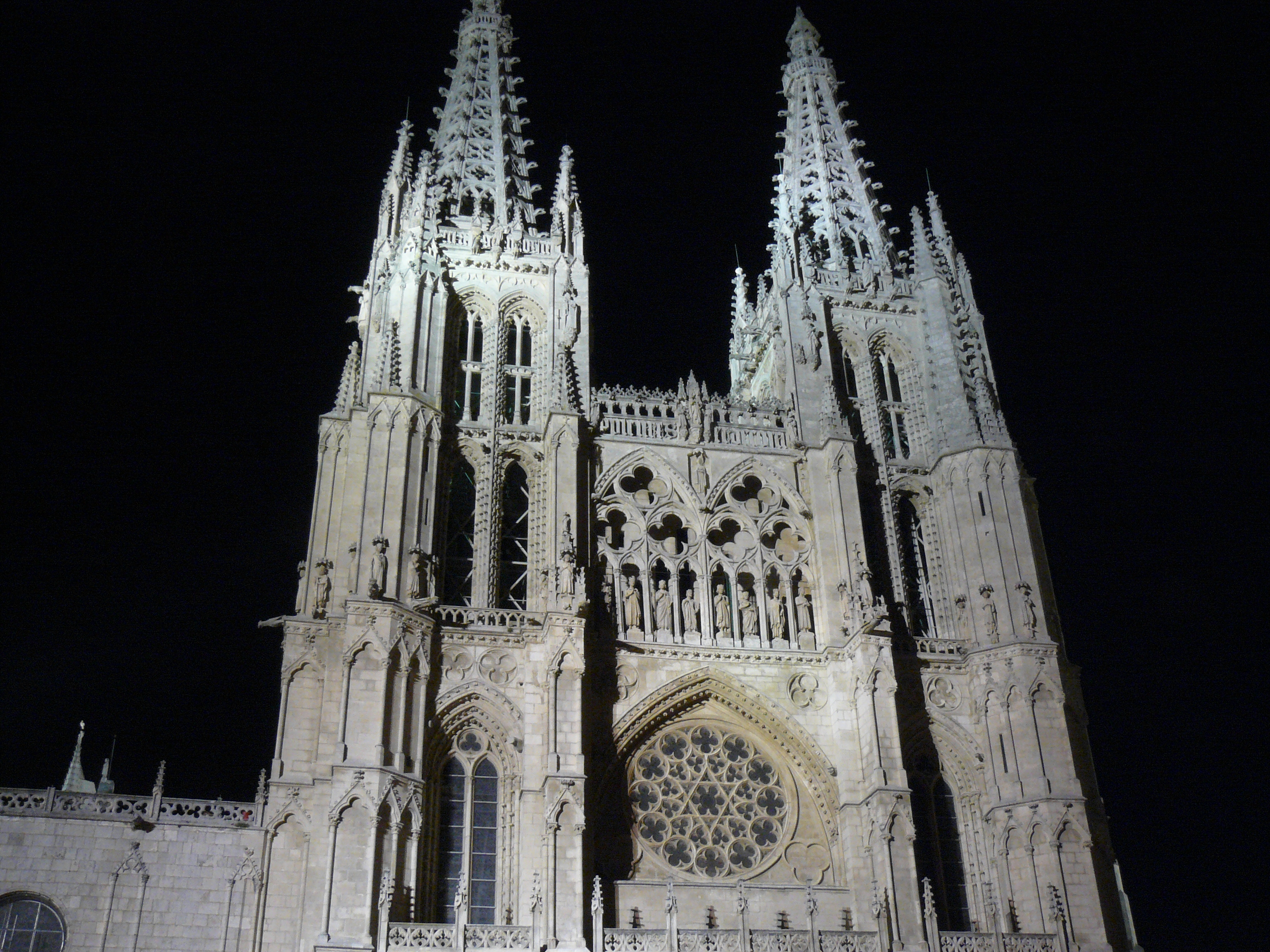
Façade illuminée.

Sur ces tours, au milieu du XVe siècle, Jean de Cologne érigea deux flèches pyramidales ou clochers à base octogonale et à fines ouvertures qui façonnèrent définitivement la silhouette de la cathédrale de Burgos. Sa descendance suévo-germanique coïncide avec le projet de la cathédrale de Cologne, que le maître Juan connaissait peut-être, bien que les flèches de la ville allemande n'aient été construites qu'au XIXe siècle. Celles construites jusqu'à cette époque étaient celles des cathédrales de Fribourg-en-Brisgau et de Bâle. Les flèches de Burgos ont été élevées grâce aux contributions financières de l'évêque Alonso de Cartagena et de son successeur, Luis de Acuña, dont les armoiries, ainsi que celles de la monarchie castillane-léonaise, apparaissent sur les parapets qui relient les sommets des tours. Sur ces parapets, Maître Juan a également placé la devise Pax vobis et la sculpture du Christ montrant les plaies de sa Passion, sur l'un, et la légende Ecce Agnus Dei (« Voici l'Agneau de Dieu ») et une sculpture de saint Jean-Baptiste, sur l'autre.
L'ensemble de la façade est marqué par deux tourelles polygonales, décorées d'arcs lobés, de pinacles et de statues, et surmontées de pointes pyramidales qui s'élèvent jusqu'au sommet des flèches des tours. À l'intérieur, des escaliers en colimaçon montent vers le triforium et les voûtes de la cathédrale.

### Portail du Sarmental, façade est

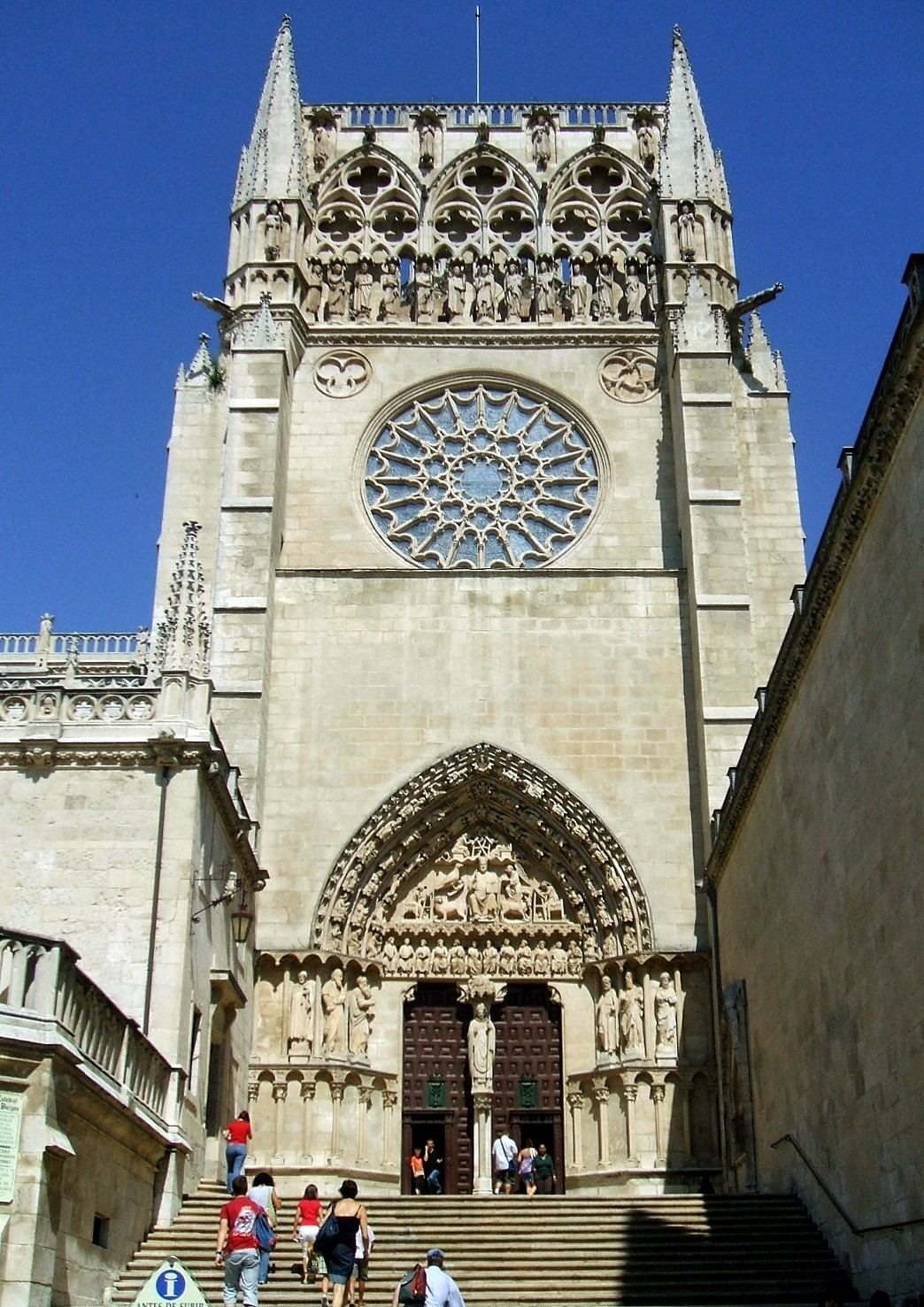
Façade du Sarmental.

Connue aussi sous le nom de Porte Sacramentelle, ce portail de pierre, ouvert dans le bras sud du transept et donnant sur la Plaza del Rey San Fernando, construit entre 1230 et 1240, est accessible par un escalier très raide. C'est l'un des plus beaux ensembles sculpturaux du classicisme gothique du XIIIe siècle en Espagne. Bien que réalisée dans un style sculptural innovant, la porte est dédiée au thème archaïque du Christ en Majesté.
L'élément central, le plus artistiquement raffiné, est le tympan, dont l'exécution est attribuée à un artiste français appelé le Maître du Beau Dieu d'Amiens. Ce qui est indéniable, c'est l'influence de la sculpture de la cathédrale d'Amiens sur cette magistrale façade de Burgos. Dans un espace presque triangulaire, Jésus est représenté assis en Pantocrator montrant le Livre de la Loi et, l'entourant, les quatre évangélistes, dans ce cas représentés de deux manières : iconiquement, penchés sur leurs pupitres en train d'écrire les Évangiles, et symboliquement, par le Tétramorphe. Au-dessous, séparé par un linteau, apparaît un Apostolat complet en pose assise, attribué à un autre artiste français connu sous le nom de Maître du Sarmental. Le tympan est entouré de trois archivoltes occupées par les vingt-quatre vieillards de l'Apocalypse, jouant ou accordant des instruments de musique médiévaux, plusieurs chœurs d'anges et une allégorie des Arts. Cet ensemble iconographique a probablement été sculpté par des sculpteurs locaux dirigés par des maîtres français.

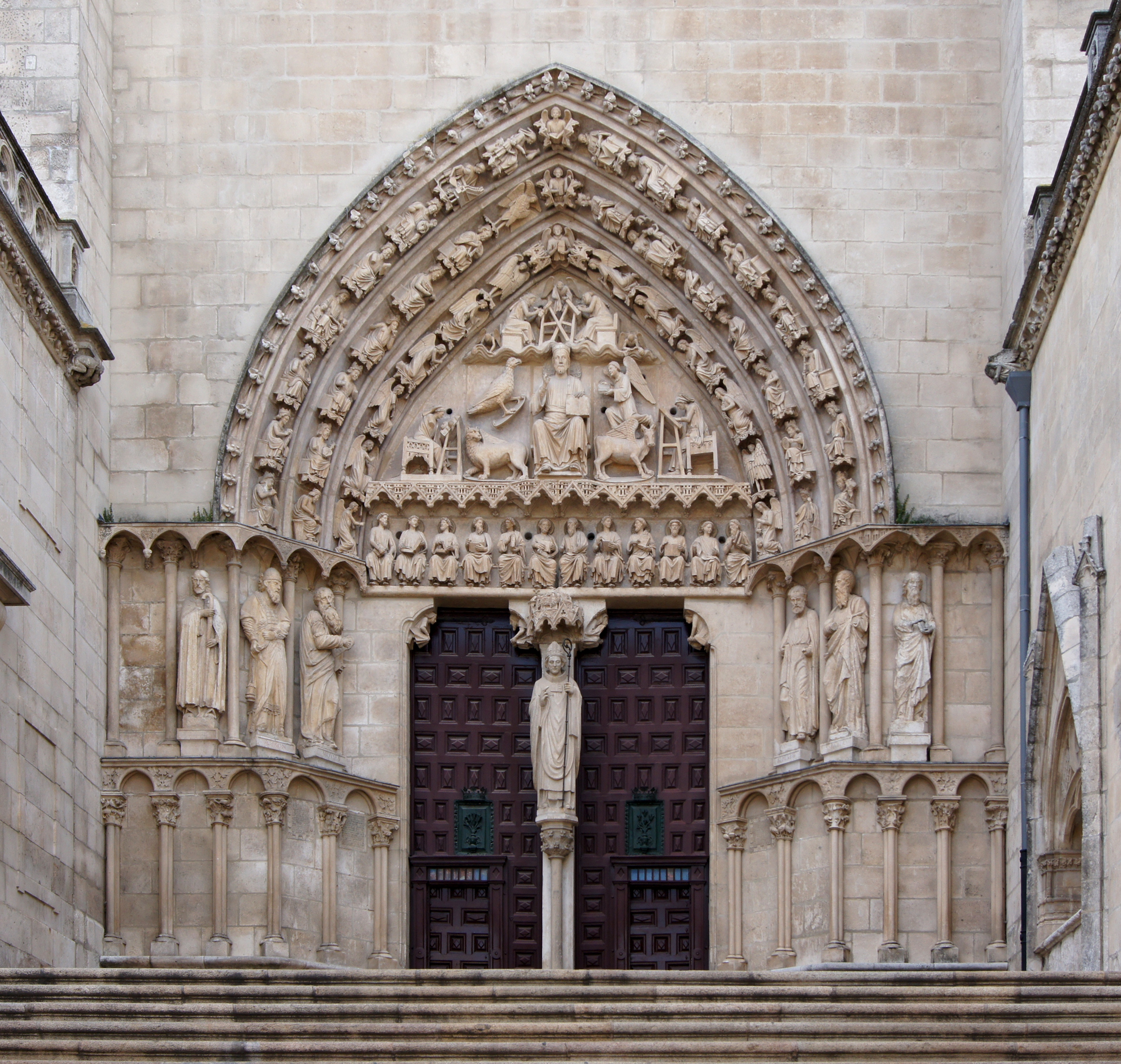
Puerta del Sarmental.

La porte est divisée par un meneau dans lequel apparaît, couverte par un dais sur lequel est représenté l'Agneau, une statue moderne (remplaçant l'originale endommagée, qui pourrait également avoir été sculptée par le Maître de Sarmental) représentant un évêque. La tradition veut que l'on identifie le personnage représenté comme étant l'évêque Mauricio, bien qu'il puisse s'agir d'Asterio ou de Saint Indalecio, premier évêque d'Almería, martyr et christianisateur des terres de Burgos. Sur les montants latéraux se trouvent six figures sculptées, postérieures au reste du portail, dont quatre représentent Moïse, Aaron, saint Pierre et saint Paul. Les deux autres ne sont pas facilement identifiables.
Bien que le portail soit le centre de l'attention, le reste du pignon, flanqué de robustes contreforts surmontés de pinacles, ne peut être négligé. Il s'agit d'une œuvre tardive, de la fin du XIIIe siècle. Les deux corps supérieurs, structurés à l'image du corps central de la façade de Santa María, sont occupés par une rosace et, au-dessus d'elle, un ensemble de galeries ouvertes à trois arcs, dont les intrados, ajourés à triples quadrilobes, sont soutenus par des meneaux devant lesquels apparaît une statue interprétée comme la Divine Liturgie, où le Christ administre l'Eucharistie, flanqué de douze anges portant des cierges et des encensoirs.
Actuellement, la Puerta del Sarmental tient lieu d'entrée principale.

### Façade ouest et porte de la Coronería (du Couronnement)

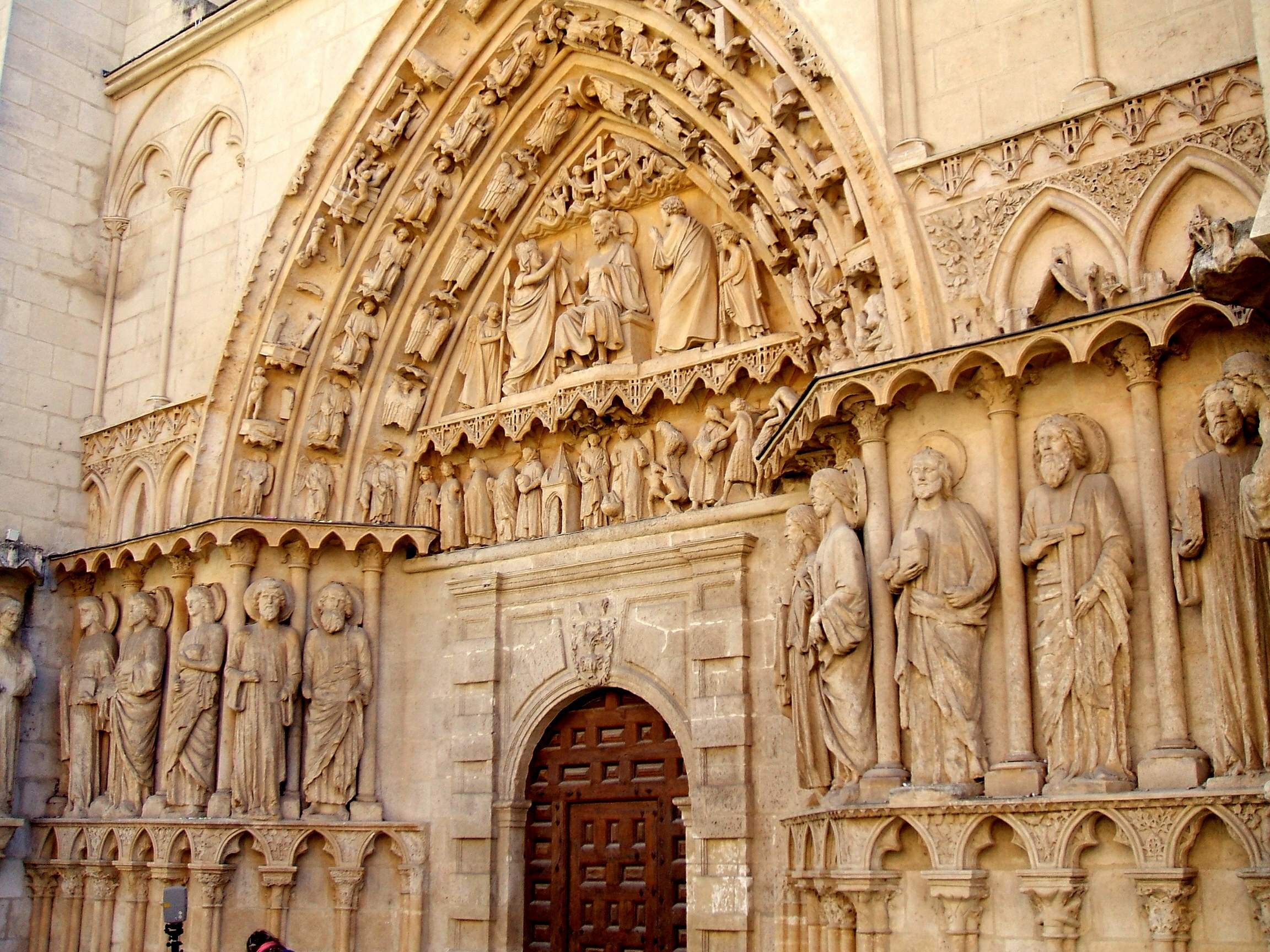
Porte de la Coronería (XIIIe siècle).

Sur le pignon du bras nord du transept, au niveau de la rue Fernán González, mais à un niveau de plusieurs mètres plus haut que le sol de l'église, s'ouvre le portail de la Coronería, ou Porte des Apôtres, qui, depuis l'intérieur de la cathédrale, communique avec la nef au moyen de l'escalier d'Or de Diego de Siloé, l'auteur des parapets de la balustrade étant le maître Hilario, avec également un projet de Diego de Siloé. Il s'agit d'une œuvre réalisée entre les années 1250 et 1257 par des artistes locaux appartenant au cercle du Maître Enrique, parfois appelé Maître de la Coronería. Entièrement gothiques, certains thèmes sculpturaux prolongent néanmoins la tradition romane. En outre, les abords de la porte ont été rénovés au XVIIIe siècle, en 1786, avec un arc en plein cintre à grands voussoirs de style baroque, qui remplace un meneau gothique dans lequel aurait été représentée la figure de Dieu le Père. Peu de temps après le début des travaux de rénovation, le conseil a décidé de fermer cette porte en raison du trafic excessif et gênant des résidents descendant vers la partie basse de la ville avec des fournitures et des ustensiles, ce qui mit à fin un autre mouvement de population, pieux celui-ci, puisque les pèlerins qui suivaient le Chemin de Saint-Jacques accédaient à la cathédrale par la Coronería.

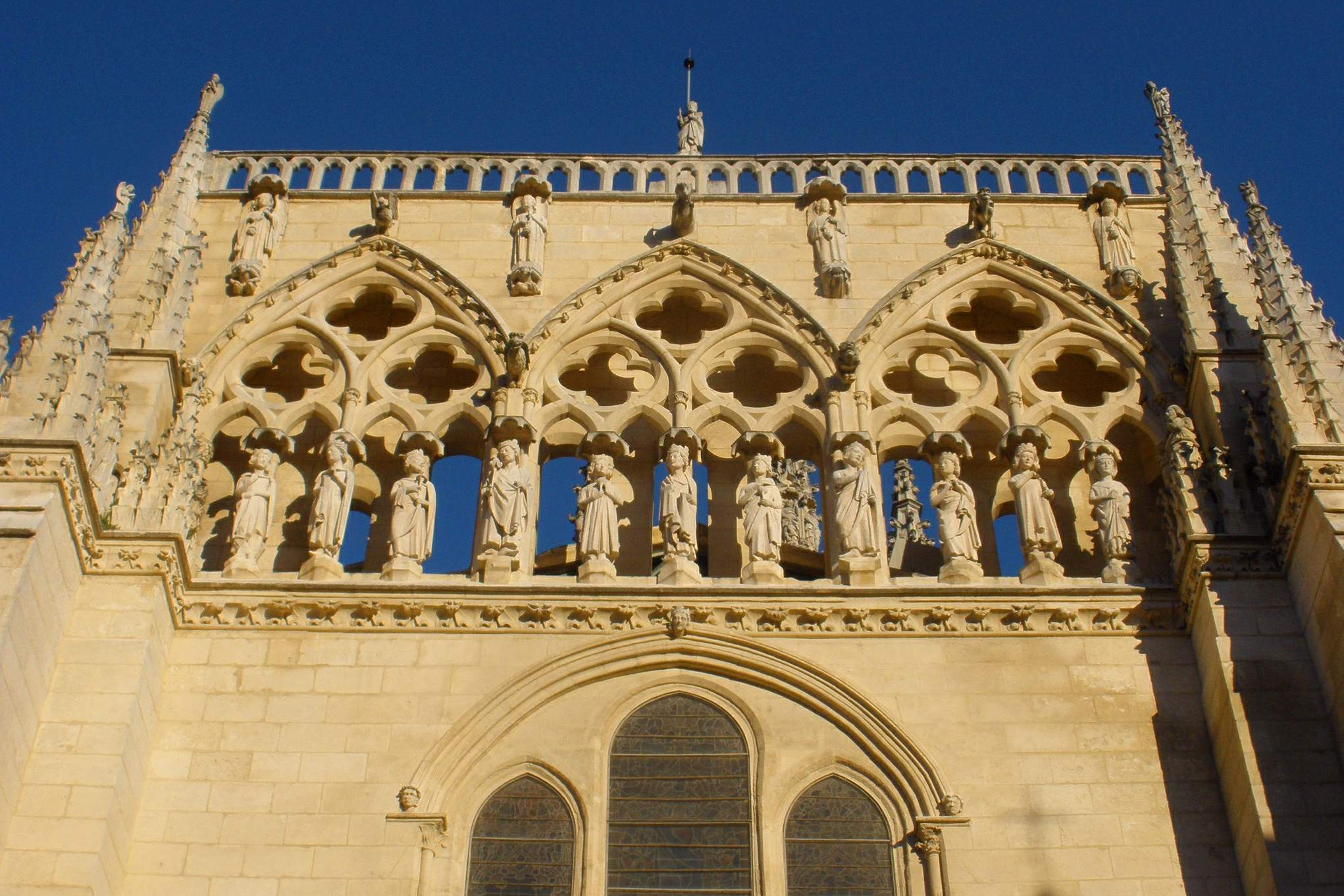
Façade de la Coronería (le Couronnement).

Au-dessous et au-dessus des jambages, et s'étendant le long du mur d'enceinte, formant des frises, apparaissent une série d'arcs ogivaux et trilobés aveugles, qui, sur la base inférieure, sont montés sur des colonnes appariées à des chapiteaux végétaux. Cette galerie aveugle de trilobes et de colonnettes sert de base à un Apostolat complet, constitué de statues rondes presque grandeur nature. Il y en a six de chaque côté, fixées au mur et séparés par les jambages.
Les trois archivoltes sont décorées de reliefs de séraphins à l'intérieur, d'anges portant des encensoirs sur celle du milieu et de scènes de la résurrection des morts à l'extérieur. Le tympan, divisé en deux parties, représente le Jugement dernier. Sur le linteau juste au-dessus de la porte apparaît une longue scène en relief présidée par saint Michel avec une balance pesant les âmes. Il est entouré, à gauche, de démons qui tentent de déplacer le poids des péchés en leur faveur, ainsi que des damnés qui sont conduits en Enfer, et, à droite, d'une petite maison avec une porte ouverte qui représente l'entrée du paradis, où sont déjà présents quelques nobles, un roi, une reine, un moine encapuchonné et un religieux franciscain, le bienheureux. Ce motif de psychostase est un héritage iconographique de l'art roman. Au sommet du tympan apparaît un autre motif roman commun, la Déisis, avec le Christ trônant comme juge universel, les bras levés, montrant la blessure de son côté et flanqué de la Vierge et de saint Jean qui implorent miséricorde pour les âmes des malheureux. Au sommet du tympan, sur des nuées, des anges portent les insignes de la Passion. Les touches dramatiques et les expressions gesticulantes affichées dans plusieurs des images de cette couverture les éloignent du classicisme français intégral et les relient à un mouvement plus naturaliste avec une saveur hispanique claire.
Cette porte est considérée comme apparentée à celle du Jugement de la façade occidentale de la cathédrale de León et au thème iconographique des cathédrales de Reims et de Chartres, bien que sa référence la plus évidente soit la porte voisine du Sarmental, dont elle ne parvient cependant pas à atteindre l'équilibre parfait.
La façade du portail de la Coronería s'étend vers le haut avec une fenêtre à trois arcs en gradins et au-dessus, marquée par des flèches ajourées, une galerie de trois arcs brisés, avec des meneaux et des entrelacs de trois cercles quadrilobés. Aux meneaux sont attachées douze statues couronnées faisant allusion à la royauté castillane et, attachées aux écoinçons des arcs, des anges encensoirs. Continuant avec ce que nous avons vu sur la façade de Sarmental, le pignon de la Coronería se termine à son sommet par une balustrade formée de petits arcs.
Les statues des pieds-droits ont la grâce de leurs modèles d'Île-de-France, mais les plis de leurs vêtements sont plus mouvementés. Sur l'autre face du transept Nord, le portail de la Pellejeria (peausserie) a été conçu par François de Cologne au début du XVIe siècle, dans le style plateresque.
En longeant le chevet, on s'aperçoit que la chapelle du connétable avec son décor « isabélin » et sa lanterne à pinacles est un ajout au plan initial. Elle fut érigée par Simon de Cologne entre 1482 et 1494.

### Porte de la Pellejería

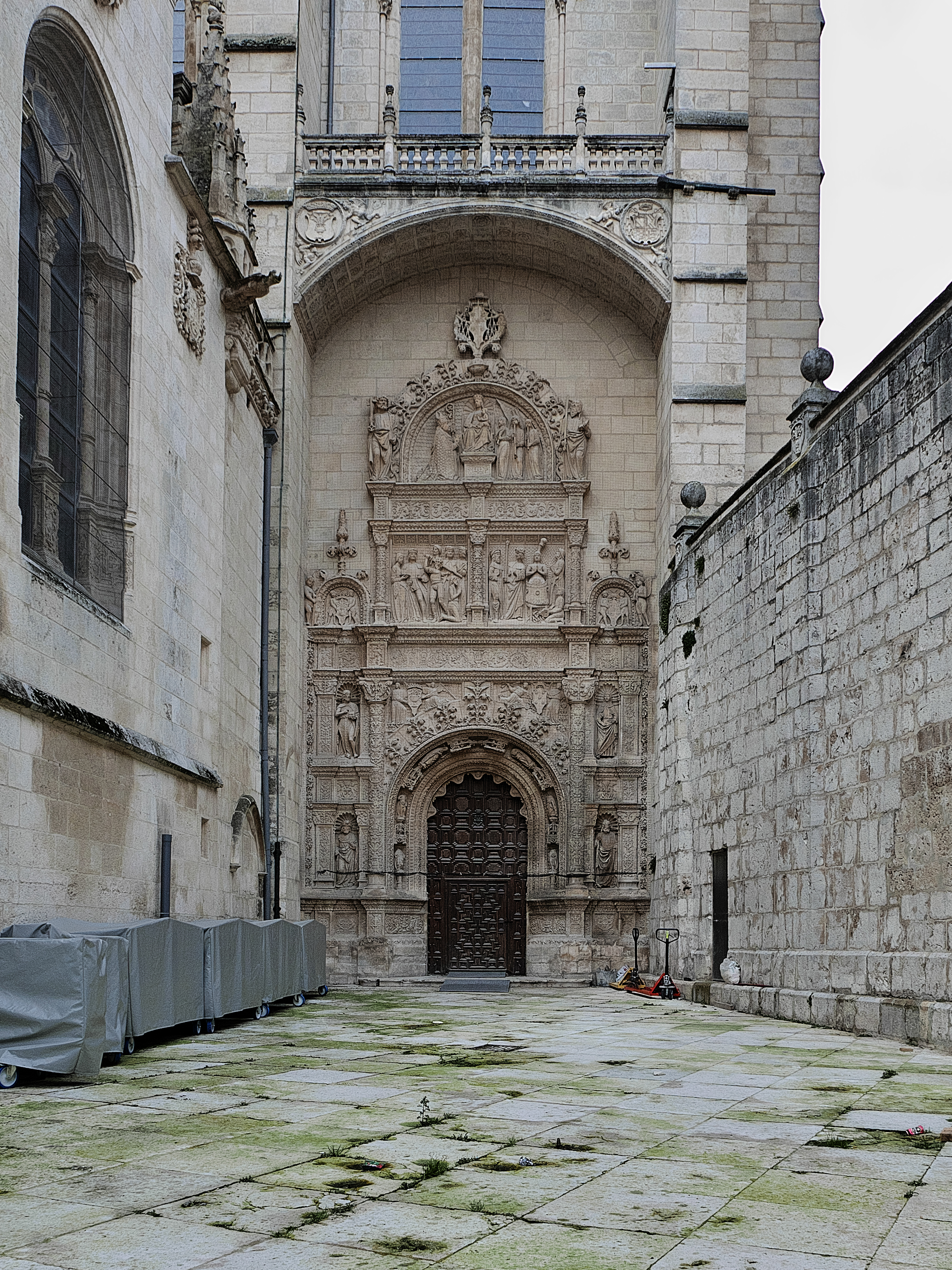
Portail de la Pellejería.

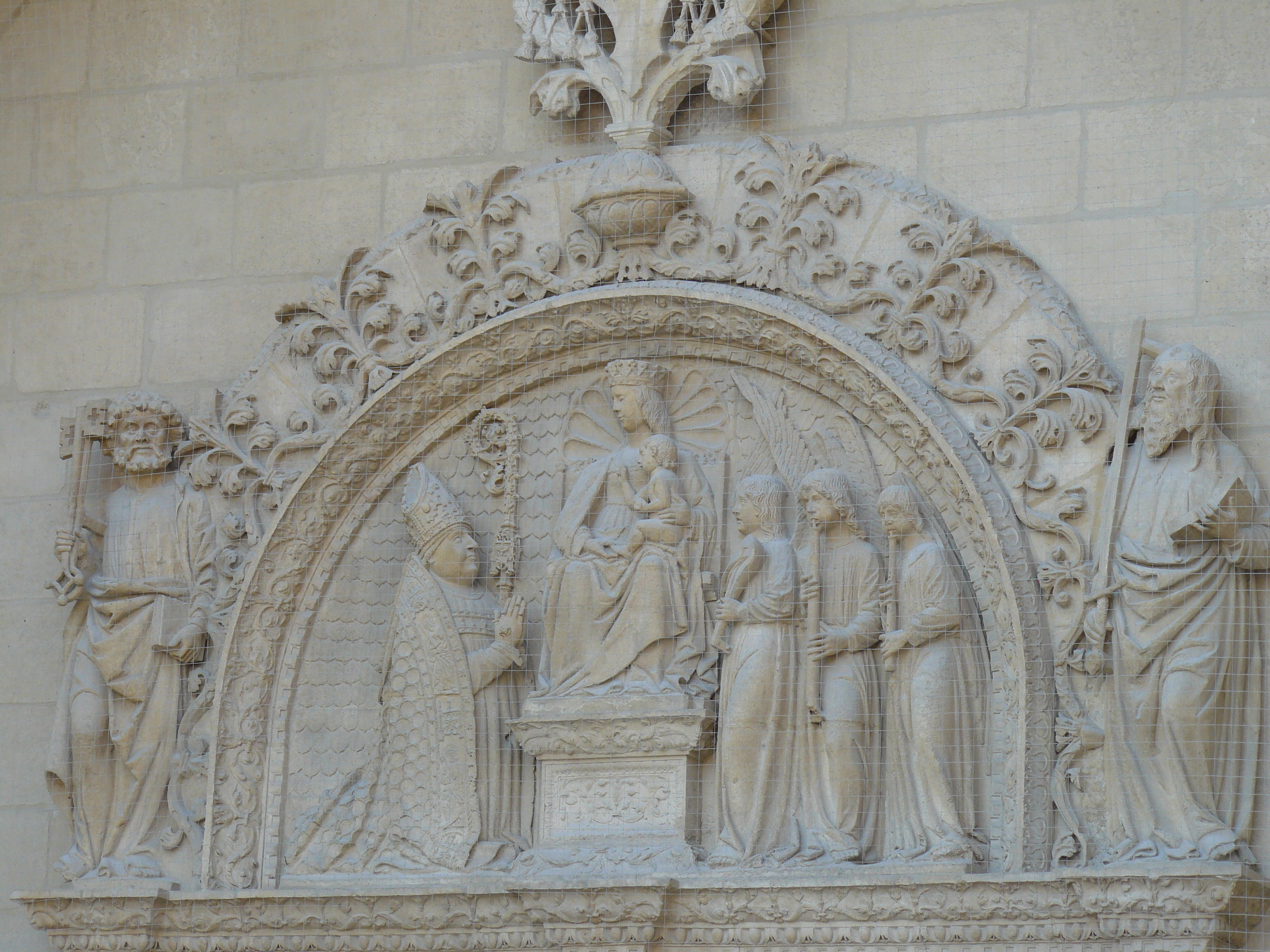
Tympan de la porte de la Pellejería (XVIe siècle).

De la Plaza de La Llana, on peut voir la Puerta de la Pellejería, moins connue sous le nom de Puerta del Canalejo, qui, sous une fenêtre semblable à celles de l'abside, s'ouvre sur le mur oriental du bras nord du transept, à l'angle avec la Puerta de la Coronería et intérieurement avec l'Escalier d'Or.
Elle a été commandée en 1516 par l'évêque Juan Rodríguez de Fonseca comme alternative à l'accès par la Porte de la Coronería, qui était utilisée à des fins non religieuses par les habitants de la partie haute de la ville, pour atteindre la partie basse rapidement et en toute sécurité, en descendant un escalier et en passant par la cathédrale. Son auteur, Francisco de Colonia, petit-fils de Juan et fils de Simón, a conçu ce passage comme un retable gothique à deux corps, plus un attique ou fronton, avec une décoration plateresque sur ses pilastres, frises et entablements.
Dans le premier niveau s'ouvre la porte, avec un arc en plein cintre coudé et une archivolte décorée de statuettes des Apôtres sous des dais, qui suivent la direction de l'arc. Au deuxième niveau se trouvent deux reliefs représentant le martyre de saint Jean-Baptiste et de saint Jean l'Évangéliste. Dans l'attique, flanqué des statues de saint Pierre et de saint Paul, un fronton semi-circulaire abrite un relief de la Vierge à l'Enfant en trône, entre des anges musiciens, avec l'évêque patron agenouillé à gauche. Sur les côtés, sous les armoiries du prélat Fonseca, se trouvent des images de divers saints qui, comme les armoiries, ont été réalisées avant l'année 1523 par Bartolomé de la Haya. Bien que d'une grande valeur pour ses détails artistiques, la Puerta de la Pellejería souffre d'un manque total de proportions, conséquence de l'espace étroit dans lequel les concepteurs ont dû travailler.
Il faut ajouter que la nef centrale utilise des arcs- boutants doubles pour décharger les forces sur les collatéraux, empruntés aux grands temples français comme la basilique Saint-Denis et la cathédrale Notre-Dame de Paris.

## Architecture intérieure

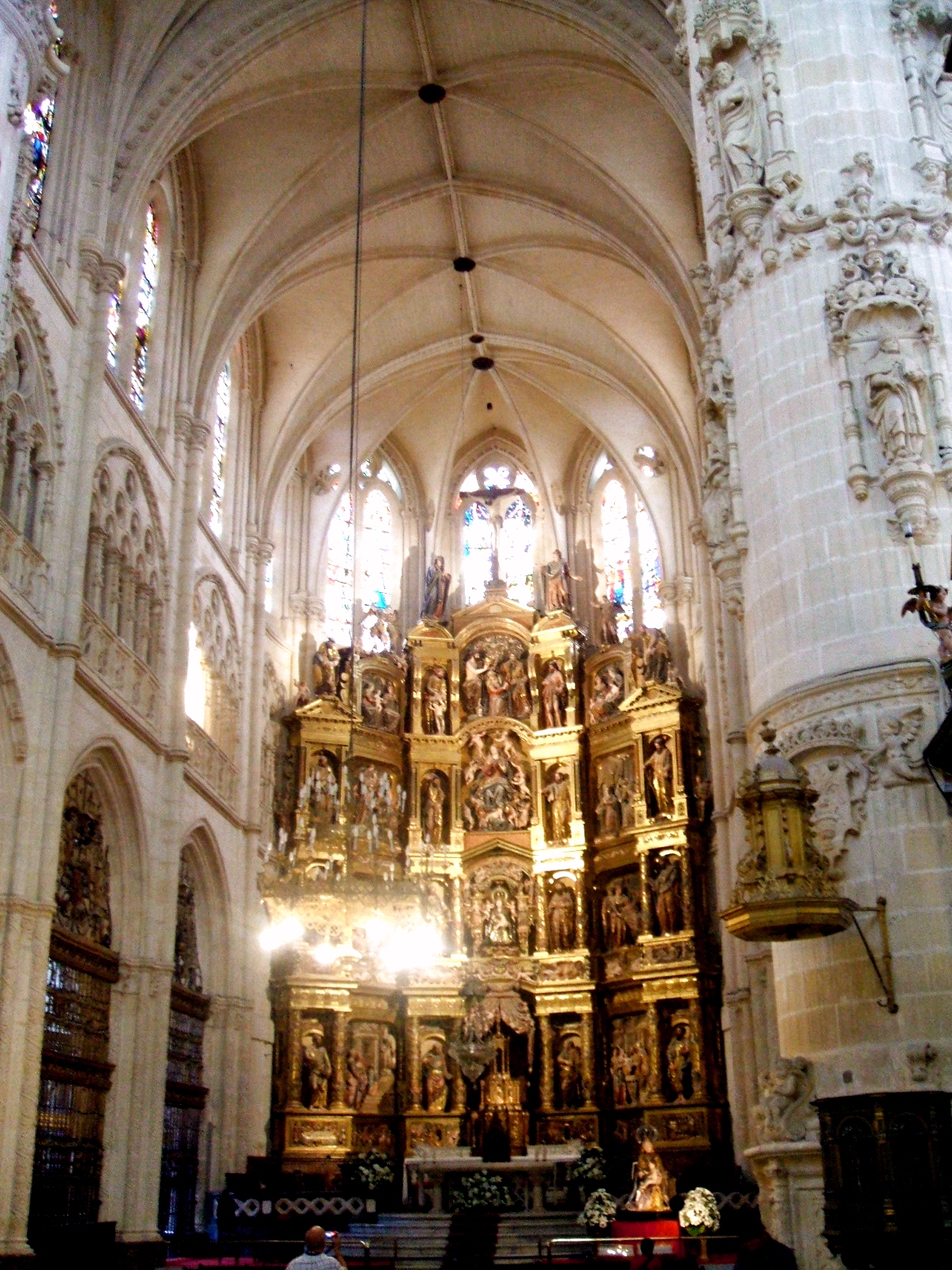
Aspect de la chapelle principale.

Le temple, à l'exclusion des chapelles latérales et des diverses salles annexes construites dans les étapes architecturales ultérieures, a un plan en croix latine, avec des dimensions de 84 × 59 m, qui forment trois nefs, la centrale étant plus large (11 m) et plus haute (25 m) et les latérales étant fusionnées à la tête par un déambulatoire et, les coupant perpendiculairement, un transept à nef unique orienté sur l'axe nord-sud. L'axe longitudinal des nefs de l'axe est-ouest est divisé en neuf sections, dont trois correspondent à la chapelle principale profonde, plus le transept et le chevet pentagonal. Le transept ou nef transversale est composé de six sections, trois de chaque côté et de même hauteur que la nef centrale.

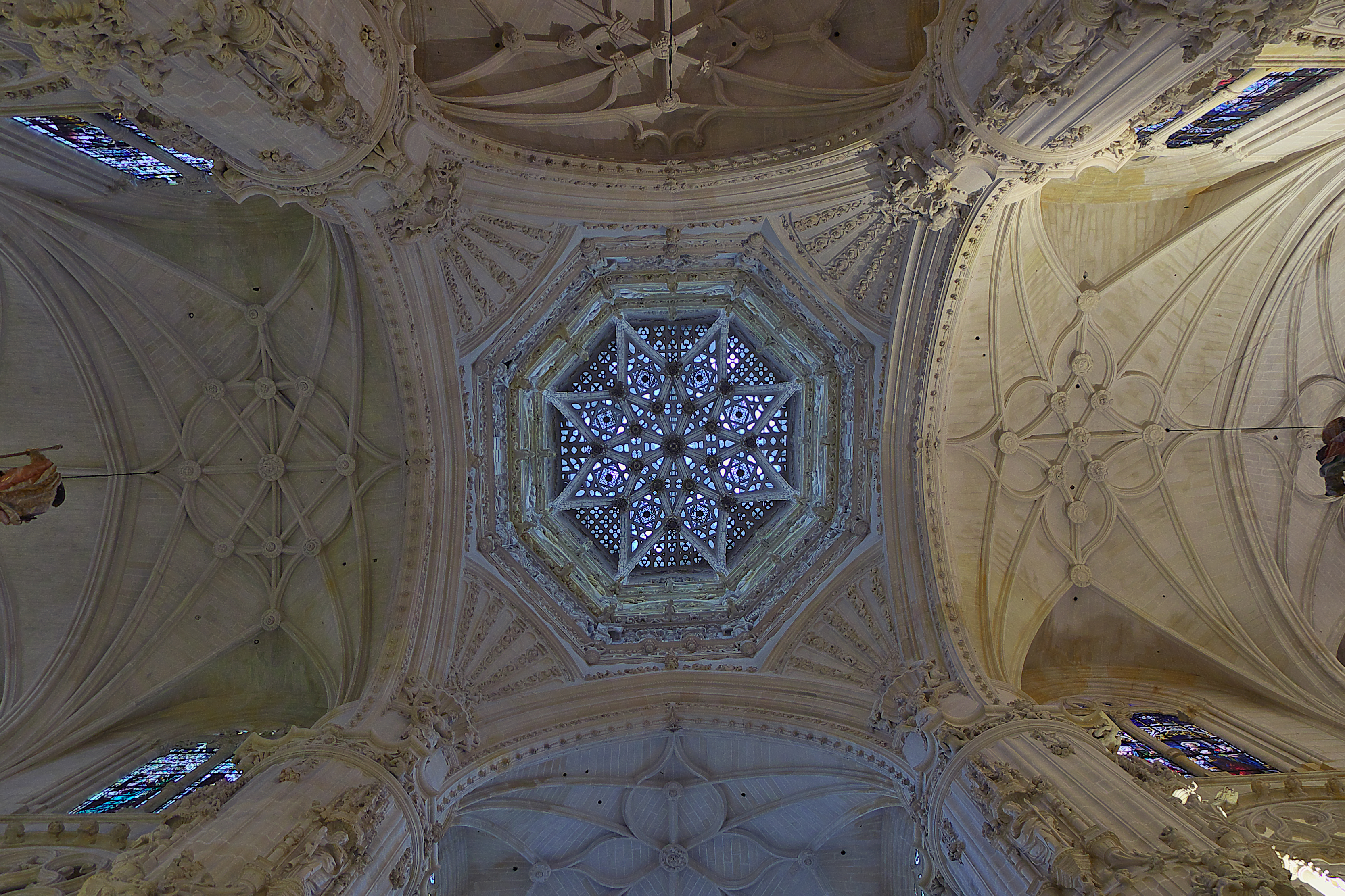
Croisée du transept et coupole de Juan de Vallejo.

Les élévations sont constituées de piliers octogonaux, avec un noyau cylindrique et des colonnes attachées, à l'exception de celles qui soutiennent les arcs triomphaux du transept, qui sont uniquement cylindriques et beaucoup plus épaisses. Les toits sont résolus avec des voûtes d'ogives à nervure dorsale, simples dans la plupart des sections et composées de tiercerons et bombées dans certaines sections, comme c'est le cas dans le transept. Les voûtes des sections du déambulatoire ont cinq ou six rayons, et celles des sections de la nef centrale sont barlongues, c'est-à-dire nettement rectangulaires.
L'élégant triforium qui court sur toute la partie supérieure des murs de la nef centrale et du transept, immédiatement au-dessous des vitraux, est caractéristique. Chaque arcade, à arc en plein cintre festonné de têtes humaines, présente un intrados élaboré composé de sept ouvertures, trèfles et quatre-feuilles, arcades brisées et tréflées séparées par six meneaux et un parapet en forme de balustrade ajourée à motif flamboyant. Les sections du triforium proches du transept présentent une décoration flamboyante plus vivante. Il s'agit du résultat d'une modification de la fin du XVe siècle, peut-être réalisée par Jean de Cologne, époque à laquelle les parapets furent également réalisés à l'initiative de l'évêque Acuña, dont les armoiries sont exposées à plusieurs endroits. Ce schéma d'élévation, avec piliers, triforium et vitraux, semble inspiré de celui de la cathédrale de Bourges.
Au sommet des murs se trouvent de grandes fenêtres à double arc et rosace supérieure. Il y a trois rosaces : celle de la façade de Santa María et celles qui président aux extrémités du transept.

### Chapelle principale

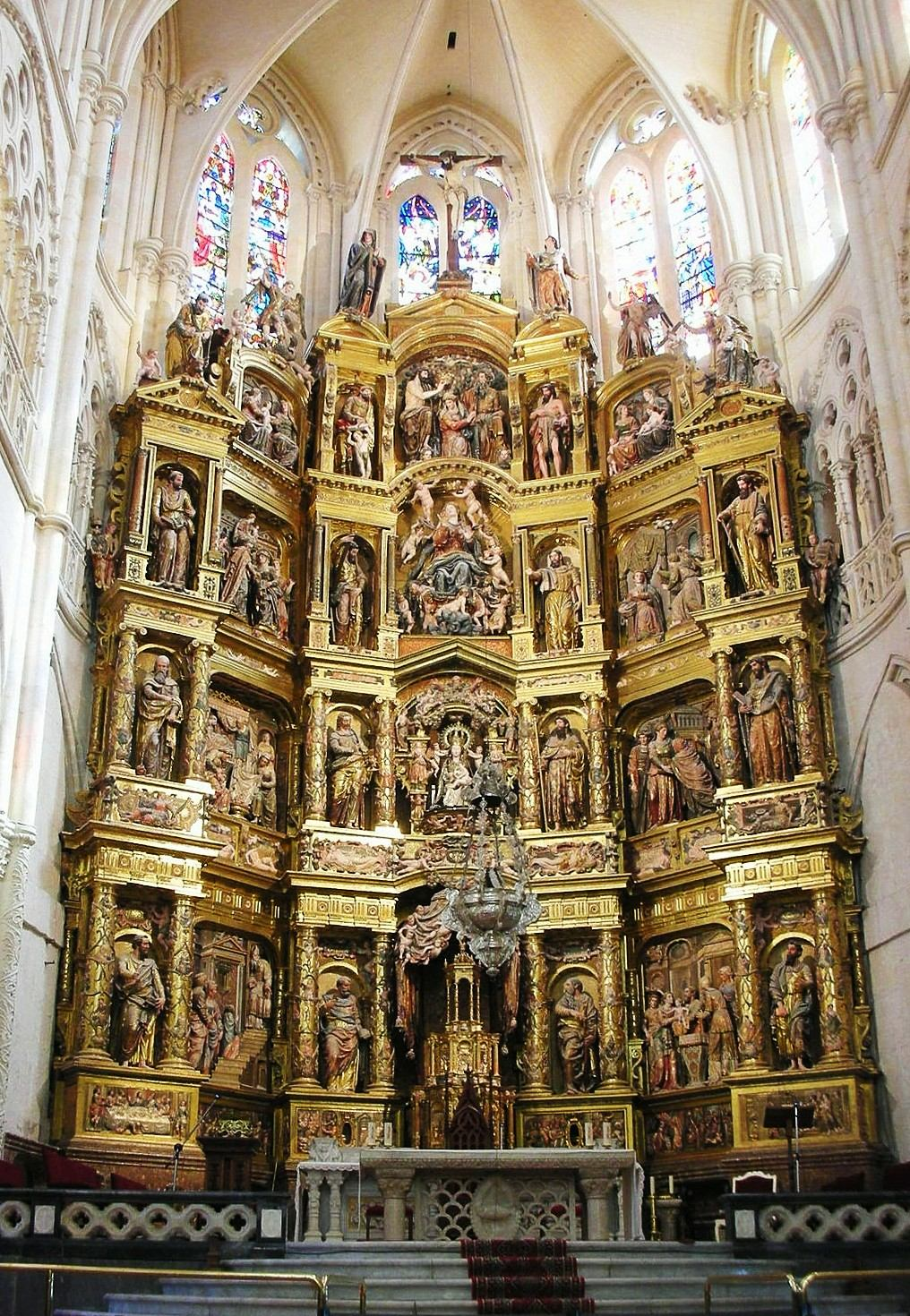
Retable de la Chapelle majeure, consacrée à la Vierge Marie.

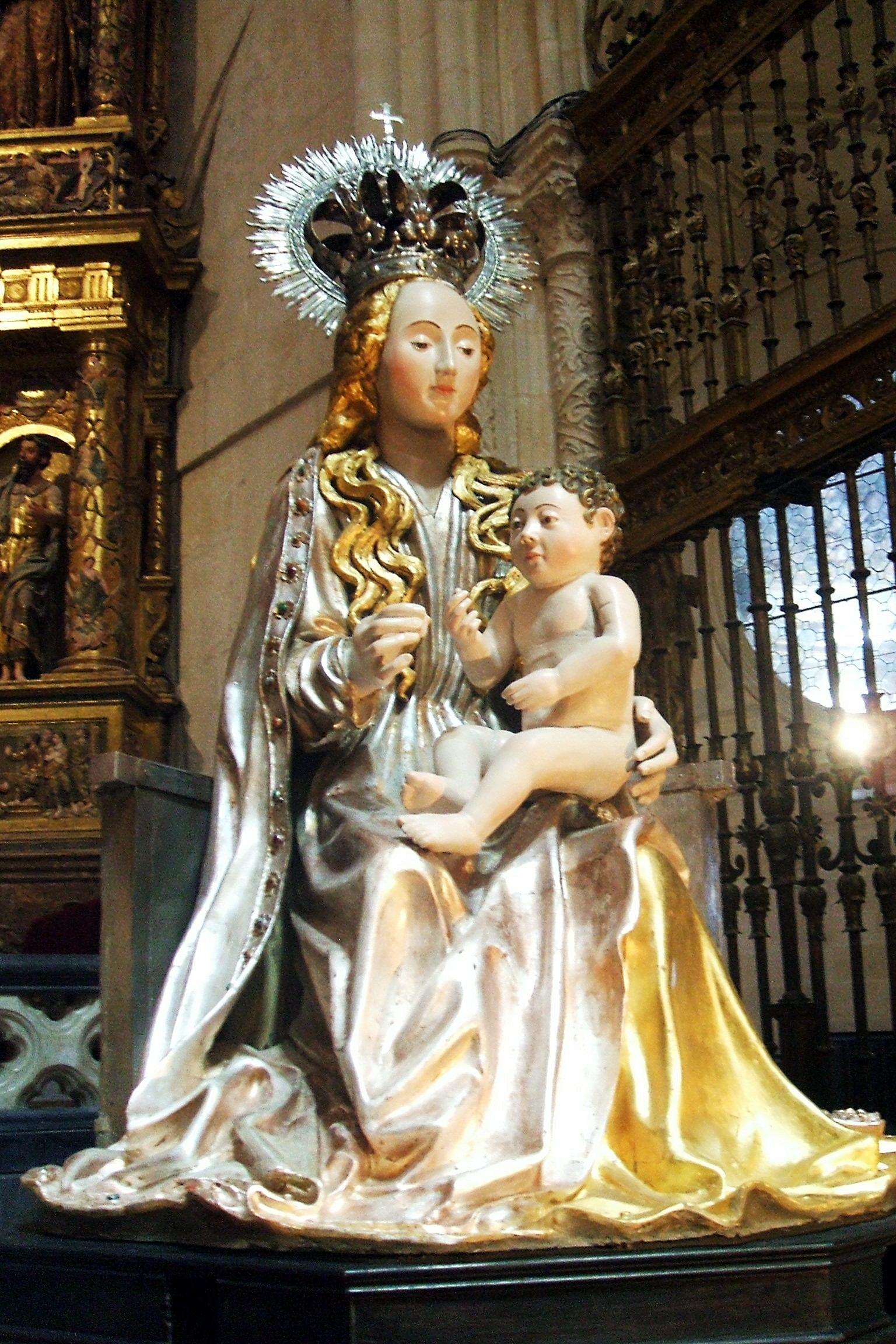
Réplique de l'image de Santa María la Mayor originale, se trouvant dans la partie centrale du retable mayor de la cathédrale.

Elle se compose de trois sections : la première, adjacente au transept, avec une voûte d'ogives complexe et les deux suivantes avec des voûtes d'ogives simples, plus la tête pentagonale.
Retable principal
Le retable principal préside l'espace. C'est une œuvre de style maniériste (Renaissance romaniste) commencée en 1562 par Rodrigo de la Haya et achevée après sa mort en 1577 par son frère, Martín de la Haya, avec des collaborations sculpturales de Juan de Ancheta.
Image de Santa María la Mayor
L'architecture et la sculpture furent achevées en 1580, et dans les années suivantes la dorure et la polychromie furent réalisées par les artistes Gregorio Martínez et Diego de Urbina. Le retable est présidé par l'image de Santa María la Mayor, patronne de la cathédrale, dans le style gothique-flamand du milieu du XVe siècle.
Tombeaux
Dans le presbytère se trouvent quelques tombeaux gothiques, parmi lesquels celui de l'infant Juan de Castilla el de Tarifa, (fils du roi Alphonse X de Castille) qui mourut lors du désastre de la Vega de Granada, le 25 juin 1319.

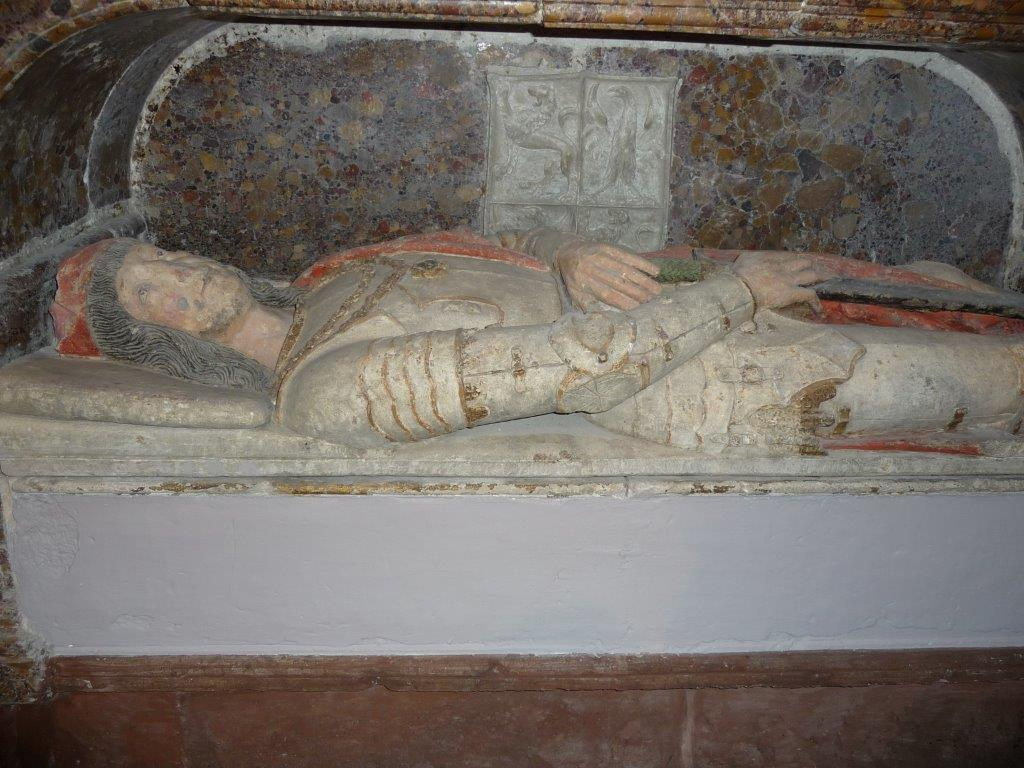
Tombeau de l'infant Juan de Castilla el de Tarifa.

### Stalles du «coro», le chœur

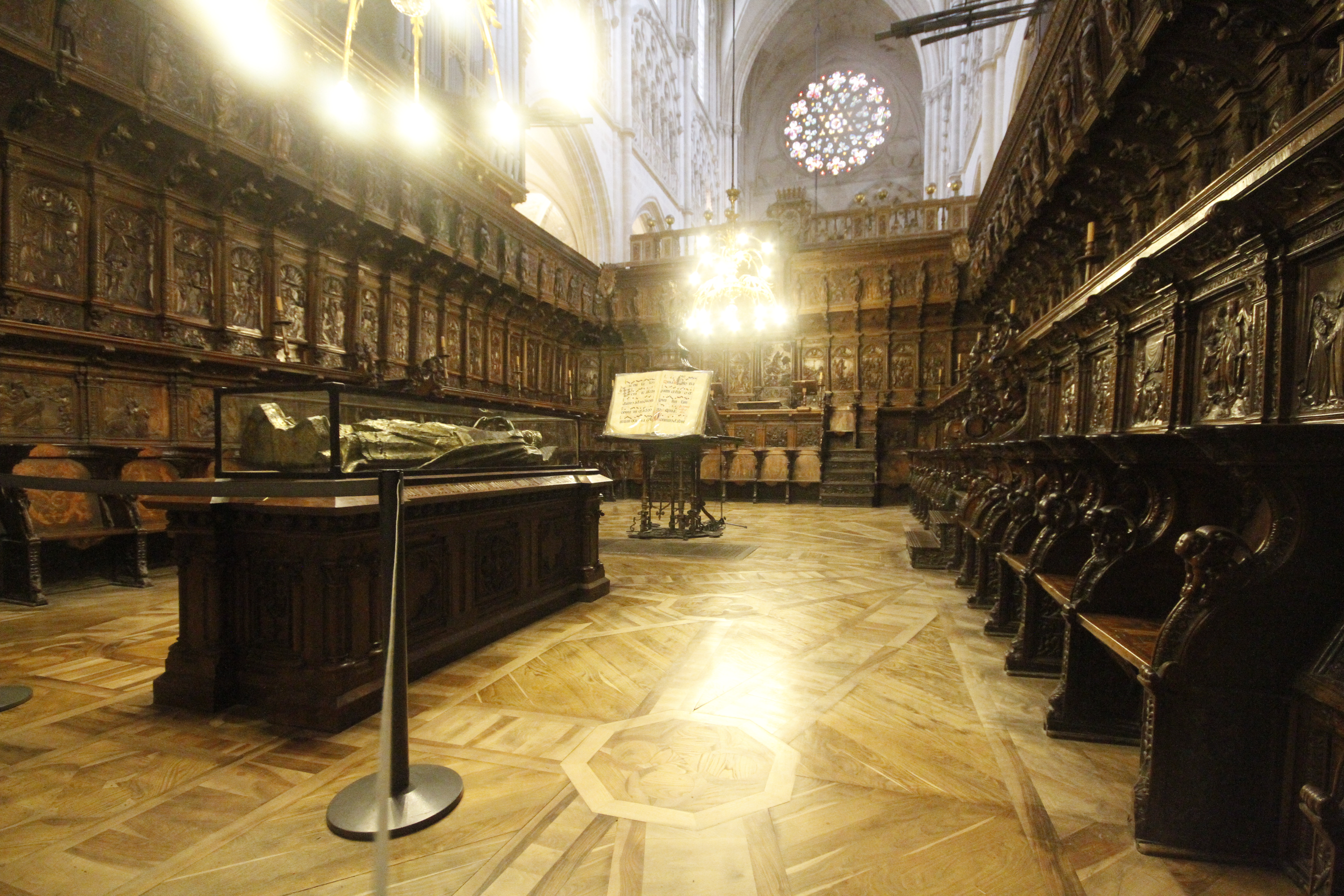
Le chœur avec ses 133 stalles et le gisant de l'évêque Maurice de Burgos.

L'imposant ensemble de 133 stalles en noyer a été sculpté de 1507 à 1512 par Felipe Bigarny. Les scènes de l'Ancien et du Nouveau Testament occupent les dossiers hauts, les sujets mythologiques ou burlesques dominant dans la partie inférieure des stalles.
L'espace abrite une grille de Juan Bautista Celma, deux orgues, l'un baroque et l'autre néoclassique, et le gisant de l'évêque Mauricio, une œuvre gothique du XIIIe siècle sculptée en bois et recouverte de cuivre avec des applications de pierres précieuses et d'émaux de Limoges.
Au centre, le gisant de l'évêque fondateur Mauricio, en bois recouvert d'une plaque de cuivre émaillé du XIIIe siècle.

### Nef principale

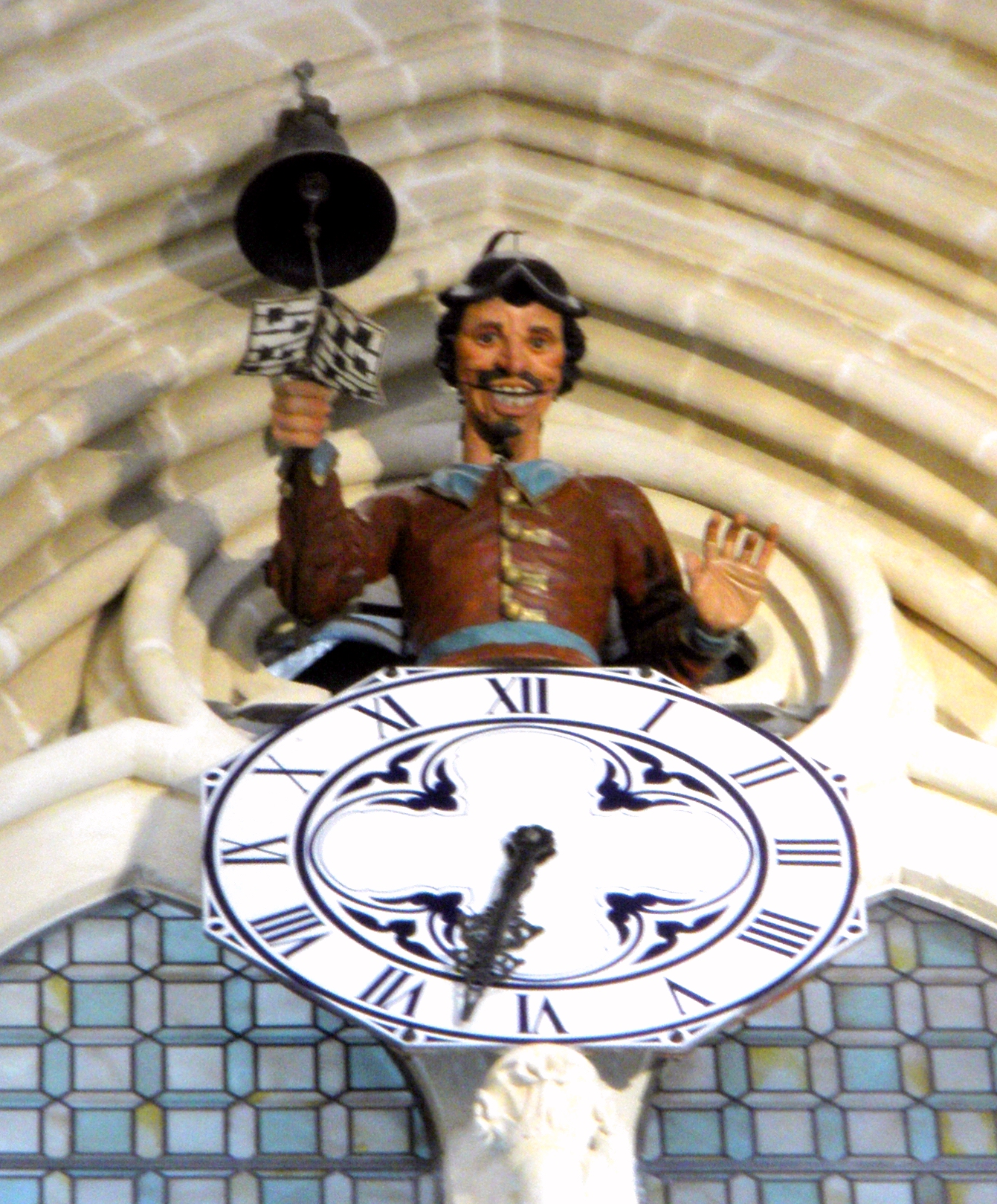
Le Moucherolle (El Papamoscas) et le Martinillo.

#### Le Moucherolle et le Martinillo
Au pied de la nef principale, à une grande hauteur, se trouve une horloge avec une figure articulée qui, toutes les heures, déplace un bras, avec lequel elle sonne une cloche, et ouvre sa bouche en même temps : c'est un automate du XVIIIe siècle, connu sous le nom de Papamoscas. À sa droite, sur un balcon, un autre automate, le Martinillo, est chargé d'annoncer les quarts d'heure en frappant les cloches qui l'encadrent.

### Déambulatoire
Le trasaltar (arrière du maître-autel), dû en partie à Felipe Bigarny, comporte dans la Montée au Calvaire une scène étonnamment expressive. L'ensemble de tableaux du peintre baroque, devenu bénédictin Juan Andres Ricci, situé dans l'arrière-chœur (trascoro), est un de ceux les mieux conservés de l'artiste.

### Croisée du transept

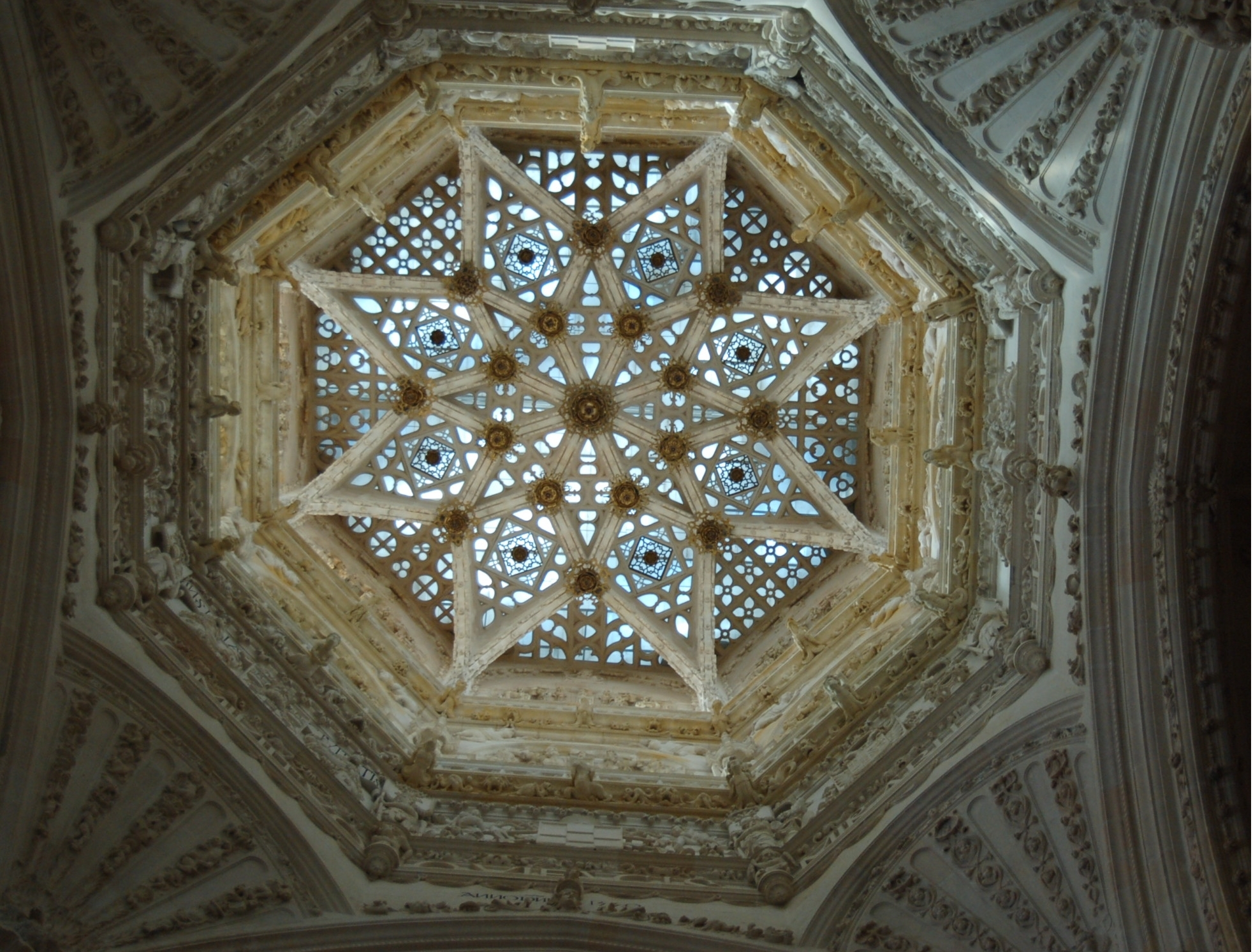
Coupole de la croisée du transept.

La splendide lanterne étoilée de la croisée, qu'on appelle le Cimborrio, s'élève à 54 m au-dessus du sol. Au-dessous se trouvent les dalles funéraires du Cid et de Chimène.

### Chapelle du connétable

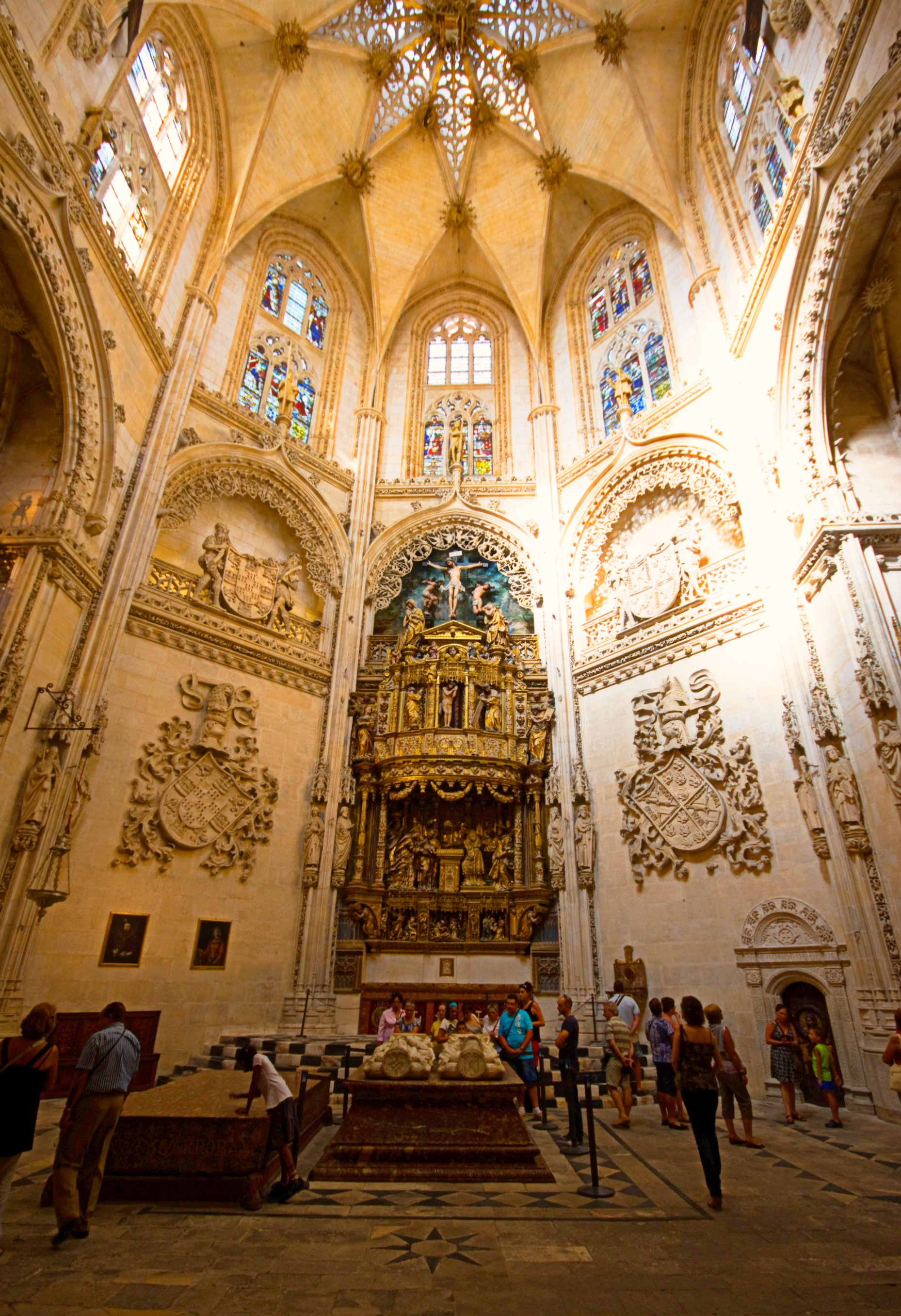
Chapelle du Condestable.

Elle est fermée par une magnifique grille. Somptueuse fondation du connétable de Castille Fernàndez de Velasco, cette chapelle isabéline élevée par Simon de Cologne est éclairée par une lanterne coiffée d'une élégante coupole étoilée. Comme pour le cimborrio, la voûte est vitrée.
Tous les grands sculpteurs burgalais du début de la Renaissance ont collaboré à l'exubérante décoration des murs et du retable. Le Connétable et son épouse gisent sur leur mausolée en marbre de Carrare, à côté d'une immense dalle de marbre grenat qu'ils destinaient à leurs enfants. Sur le côté droit de la chapelle s'ouvre la porte plateresque de la sacristie (1512) où l'on admire une Marie-Madeleine de Gianpetrino, un disciple de Léonard de Vinci.

### Escalier de la Coroneria, dit «escalier doré»

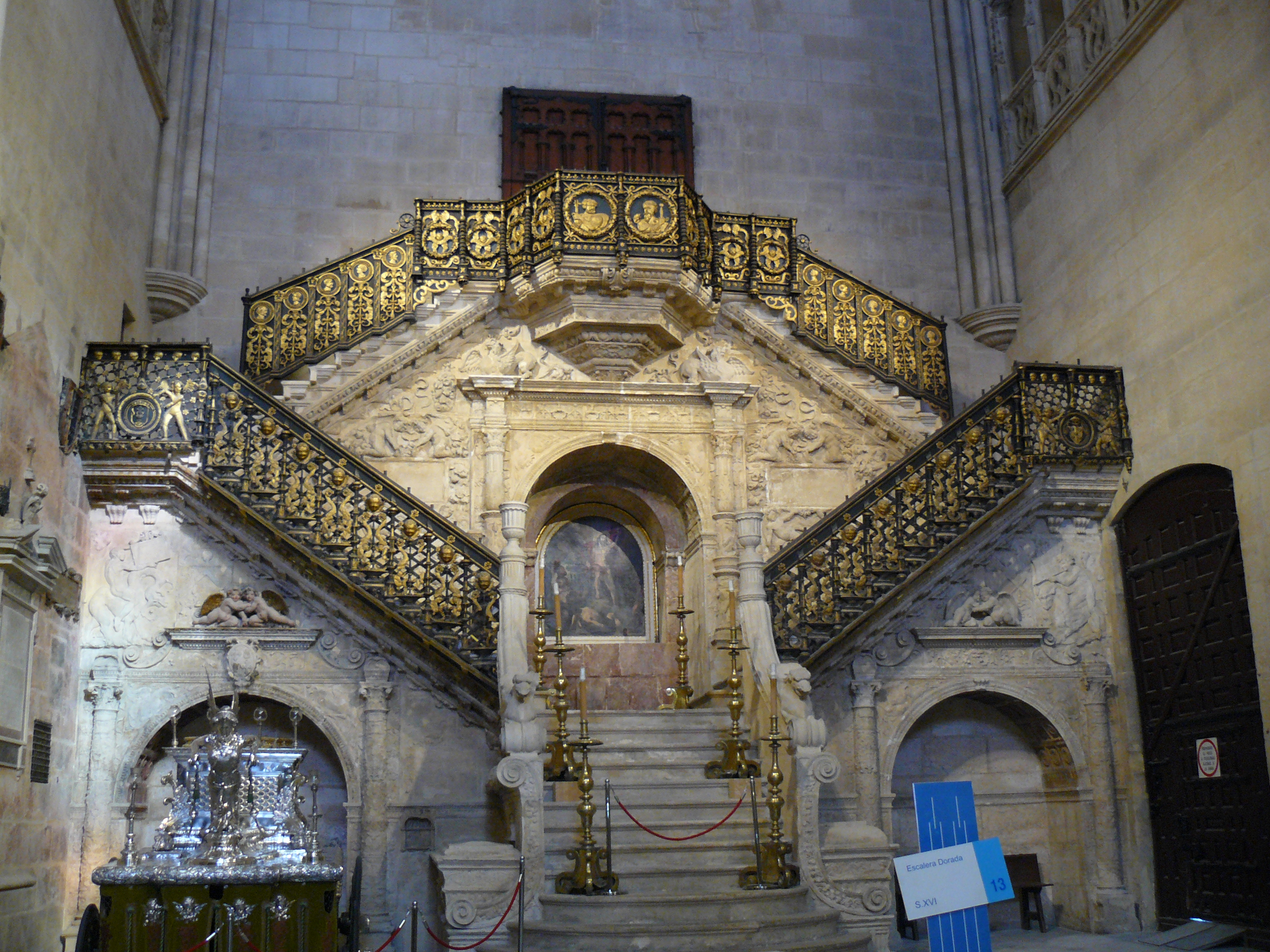
L'escalier d'or, uniquement emprunté les Jeudi et Vendredi saints.

Du plus pur style Renaissance, ce majestueux escalier à double volée a été conçu par Diego de Siloé au début du XVIe siècle. Le maître ferronnier français Hilaire participa à l'exécution de l'élégante rampe dorée.

### Chapelles latérales
Chacune est un véritable musée d'art gothique et plateresque : Gil de Siloé et Diego de la Cruz ont travaillé ensemble au grand retable gothique de la chapelle Sainte-Anne qui retrace la vie de la mère de la Vierge. En son centre s'épanouit l'Arbre de Jessé au sommet duquel trônent la Vierge et L'Enfant. Au cœur de l'Arbre figure la rencontre d'Anne et de Joachim son époux. Au bout de la nef, tout près des voûtes, le Jacquemart « Gobe mouches » (papamoscas) rythme les heures en ouvrant la bouche. Dans la chapelle du Saint Christ se trouve l'un de ces christs revêtus de peau de buffle et de cheveux pour leur donner une carnation d'apparence humaine. Celui de Burgos est l'un des plus populaires. La chapelle de la Présentation abrite le sépulcre de l'évêque de Lerma, par Felipe Bigarny. Dans la chapelle de la Visitation, se trouve tombeau d'Alonso de Carthagène par Gil de Siloé.

### Cloître

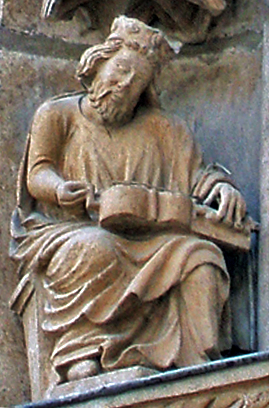
Vielle à roue du XIIIe siècle, représentée sur un chapiteau de la cathédrale (portail de Sarmental).

Ses galeries gothiques du XIVe siècle exposent de nombreuses sculptures de l'école de Burgos, en bois polychrome, en pierre et en terre cuite. La chapelle Saint-Jacques (Santiago) renferme le trésor, riche de la pipe a l'œil et d'ornements liturgiques. La chapelle Sainte Catherine abrite des manuscrits anciens (acte de mariage du Cid). Remarquer les consoles sculptées et peintes du XVe siècle, où sont figurés les rois maures venus rendre hommage au roi de Castille. Dans la sacristie « le Christ à la colonne » de Diego de Siloé est un parfait exemple de l'expressionnisme de la statuaire espagnole à partir du XVIe siècle. La salle capitulaire recouverte d'un plafond artesonado mudéjar en bois peint du XVIe siècle, réunit des tapisseries de Bruxelles des XVe – XVIe siècles, représentant les vertus théologales et cardinales, un diptyque hispano-flamand et une Vierge à l'Enfant de Memling.
Dans le cloître se trouvent des tombeaux monumentaux qui comptent parmi les plus remarquables de la dernière période du gothique à Burgos, dont le rayonnement artistique est lié à la prospérité économique.

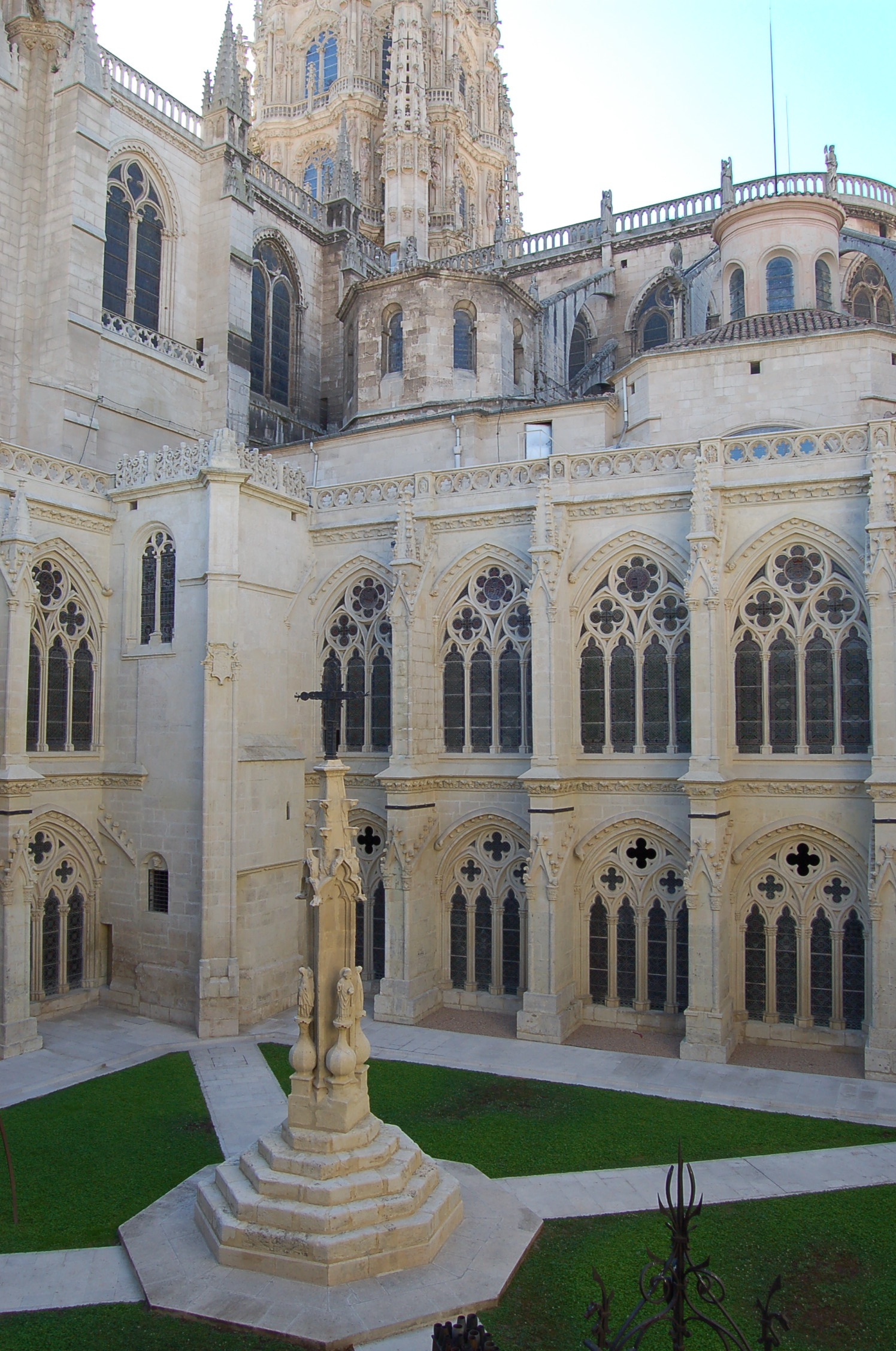
Cloître.
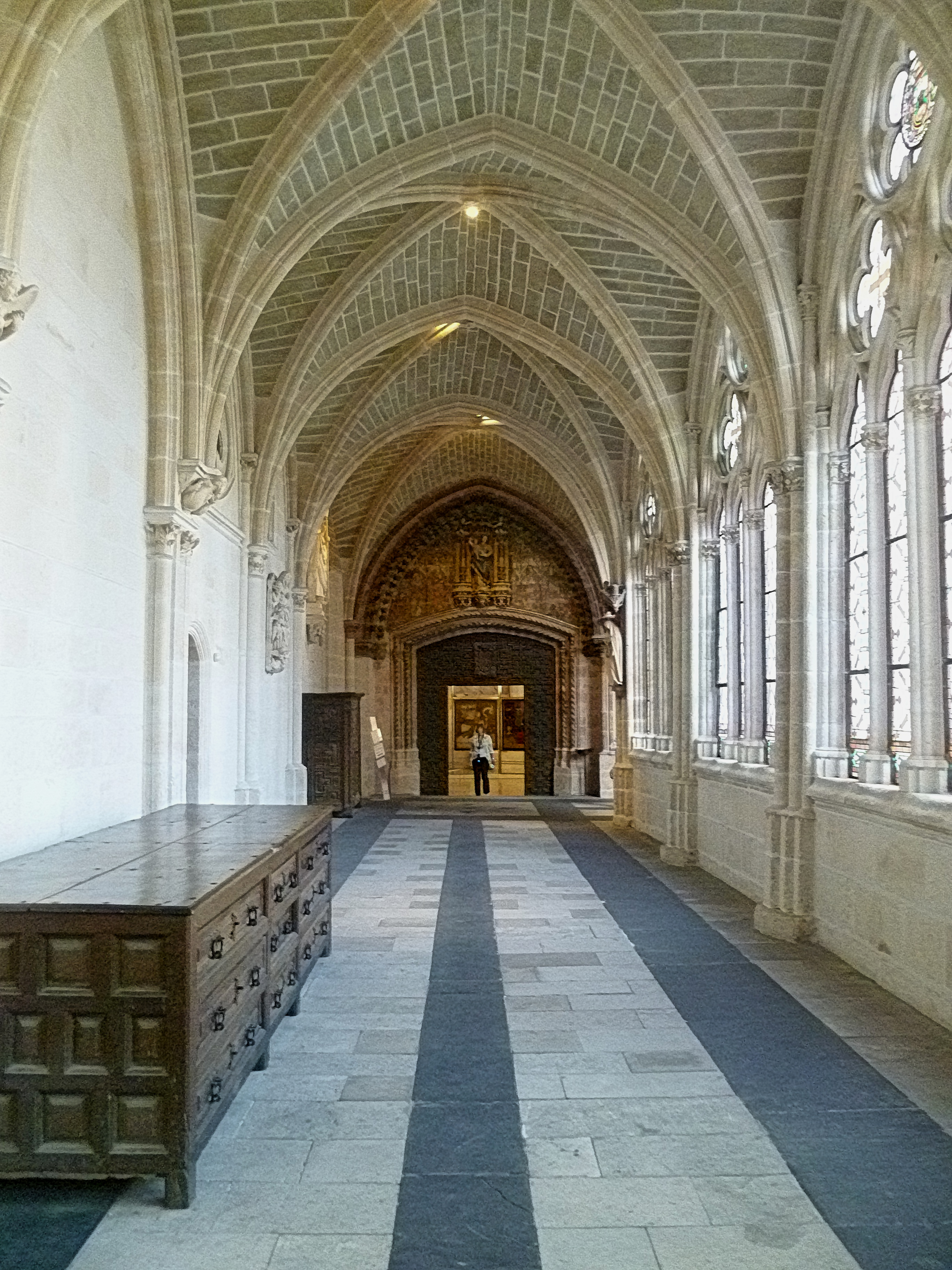
Vue d'un couloir.
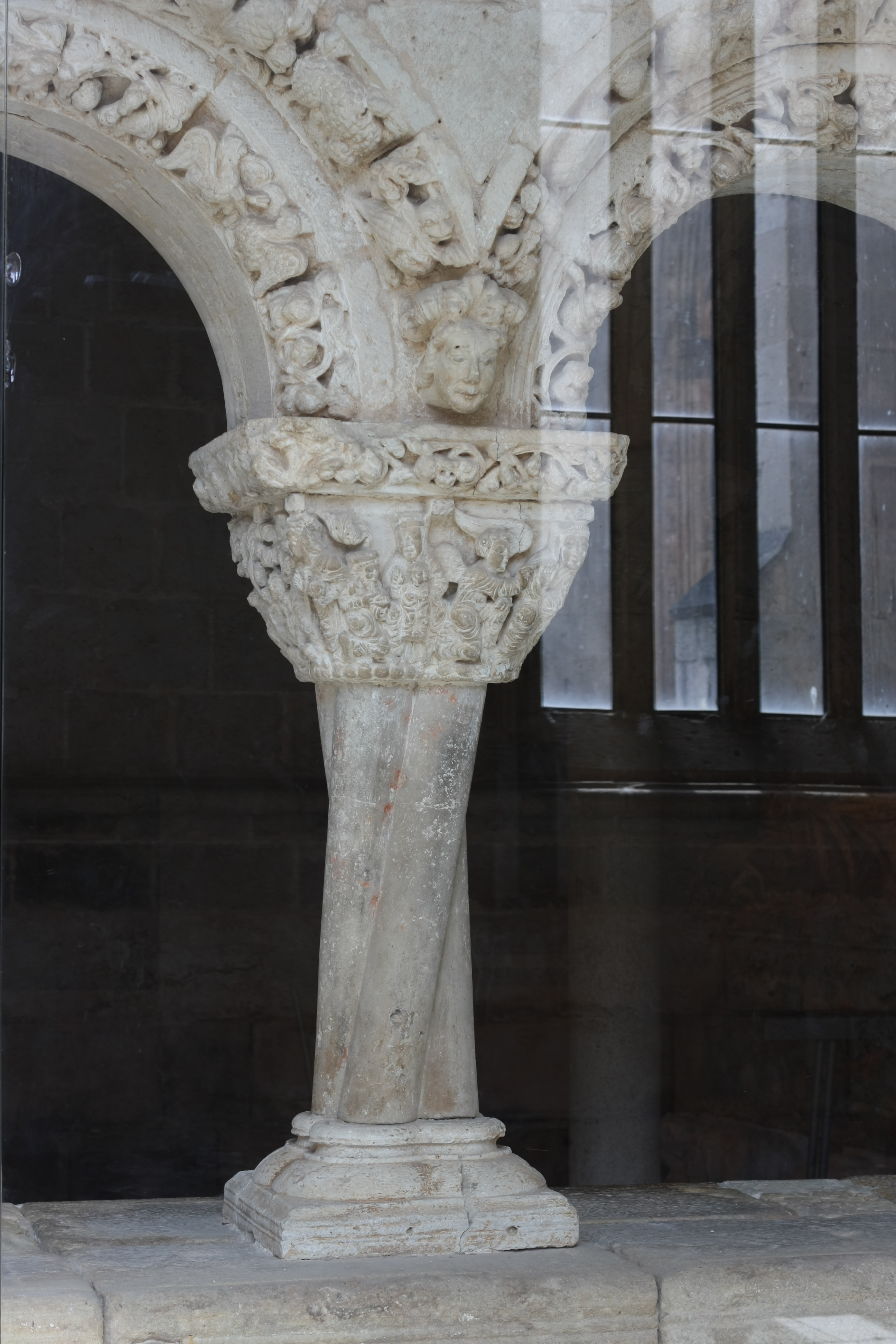
Une colonne.
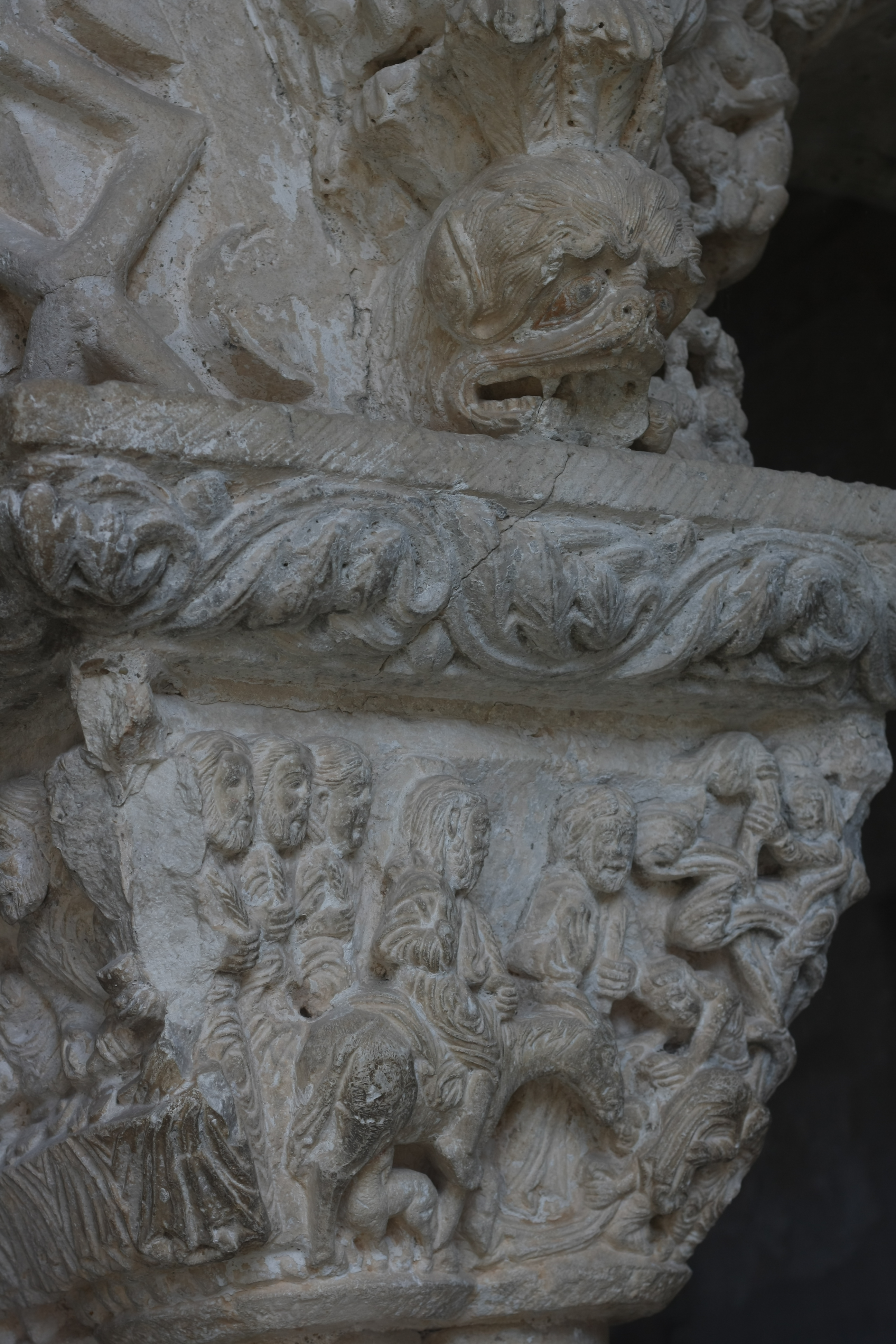
Bas-reliefs décoratifs.

## Le pèlerinage de Compostelle
Par le Camino francés du pèlerinage de Saint-Jacques-de-Compostelle, le chemin vient d'Atapuerca. Historiquement, l'entrée en ville passe par le nord-est, comportant présentement des zones industrielles. L'arrivée dans Burgos peut également se faire par le sud ; après le nécessaire contournement de l'aéroport, le chemin urbain emprunte un paisible tracé le long du Rio Arlanzon.
La prochaine commune est Rabé de las Calzadas.
L'une des nombreuses chapelles de la cathédrale est spécialement dédiée à l’apôtre Saint-Jacques le Majeur, œuvre du début du XVIe siècle, de l’architecte Juan de Vallejo.
Saint-Jacques en pèlerin est l'une des nombreuses statues du cloître, dans la galerie nord-ouest.